# Stilmöbel

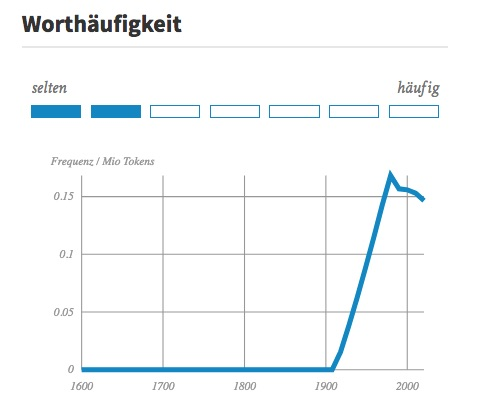
DWDS-Diagramm für „Stilmöbel“

Der Begriff Stilmöbel bezeichnet ein Möbel, bei dem zum Zeitpunkt der Herstellung ein früherer Möbelstil nachgebildet wurde. Entsprechend lautet die Definition für das Stilmöbel im Duden: „als Imitation eines früheren Stils hergestelltes Möbelstück“. Die Worterklärung aus dem Digitalen Wörterbuch der deutschen Sprache (DWDS) fügt die zeitliche Dimension hinzu: „Möbel aus dem 19. oder 20. Jahrhundert, das in einem früheren Kunststil hergestellt worden sind“ (sic!).
Stilperioden erhalten gewöhnlich erst in ihrer letzten Phase oder nach dem Ende eine Bezeichnung, die in der Folge Bestand hat. So wurde der Begriff „Stilmöbel“ erst zu Beginn des 20. Jahrhunderts bekannt und wird seitdem zur Abgrenzung von anderen Möbeltypen benutzt. Das Diagramm des DWDS über die Worthäufigkeit zeigt, dass das Wort „Stilmöbel“ erst nach 1900 – etwa zur Zeit des Ersten Weltkrieges – aufkam und sich danach verbreitete, bis es um 1980 seinen Höhepunkt erreicht hatte und danach seltener wurde.

## Stilmöbel in der ersten Hauptperiode 1830/40 bis 1910/20

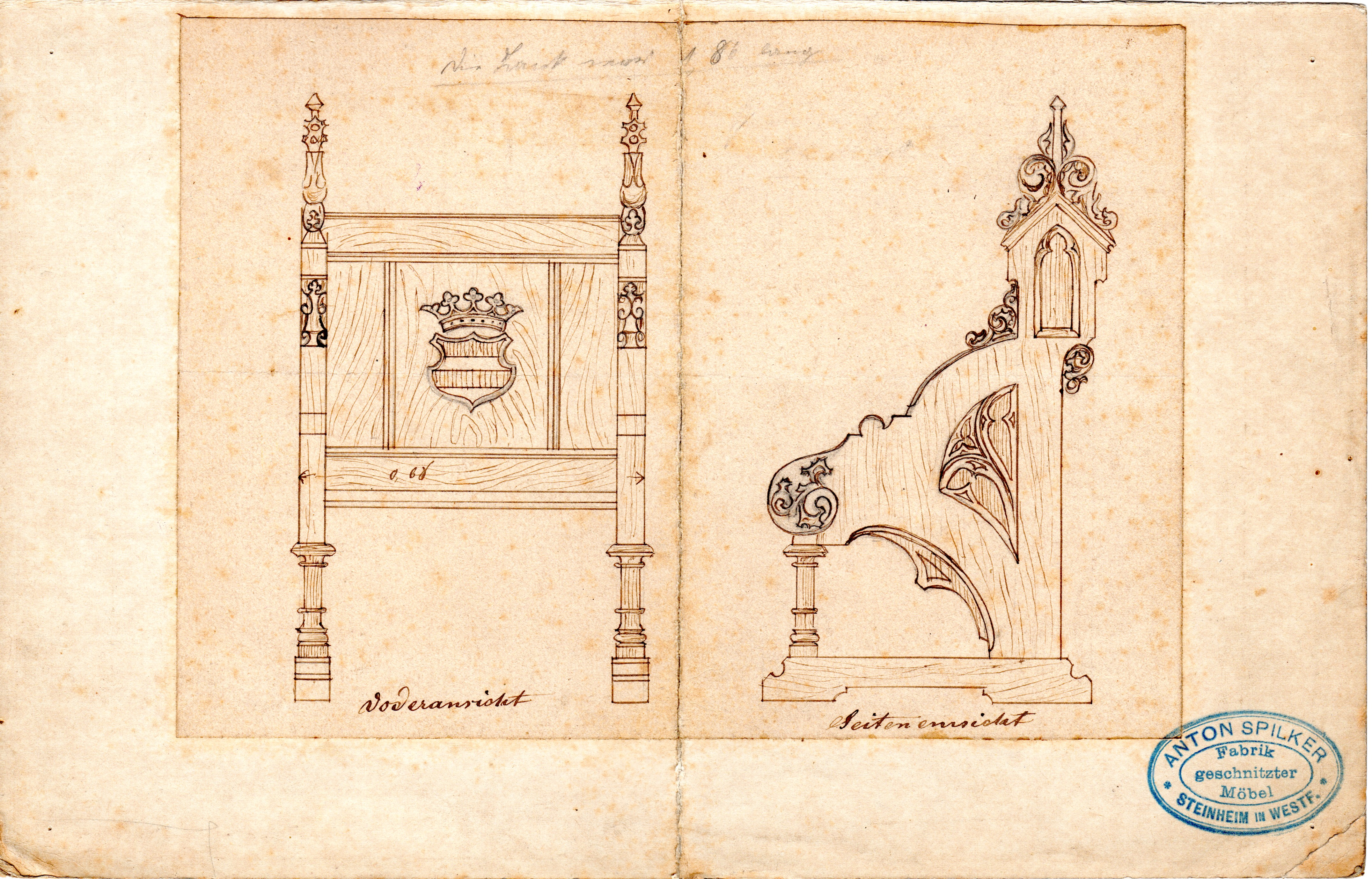
Wangenstuhl Neogotik, 1870

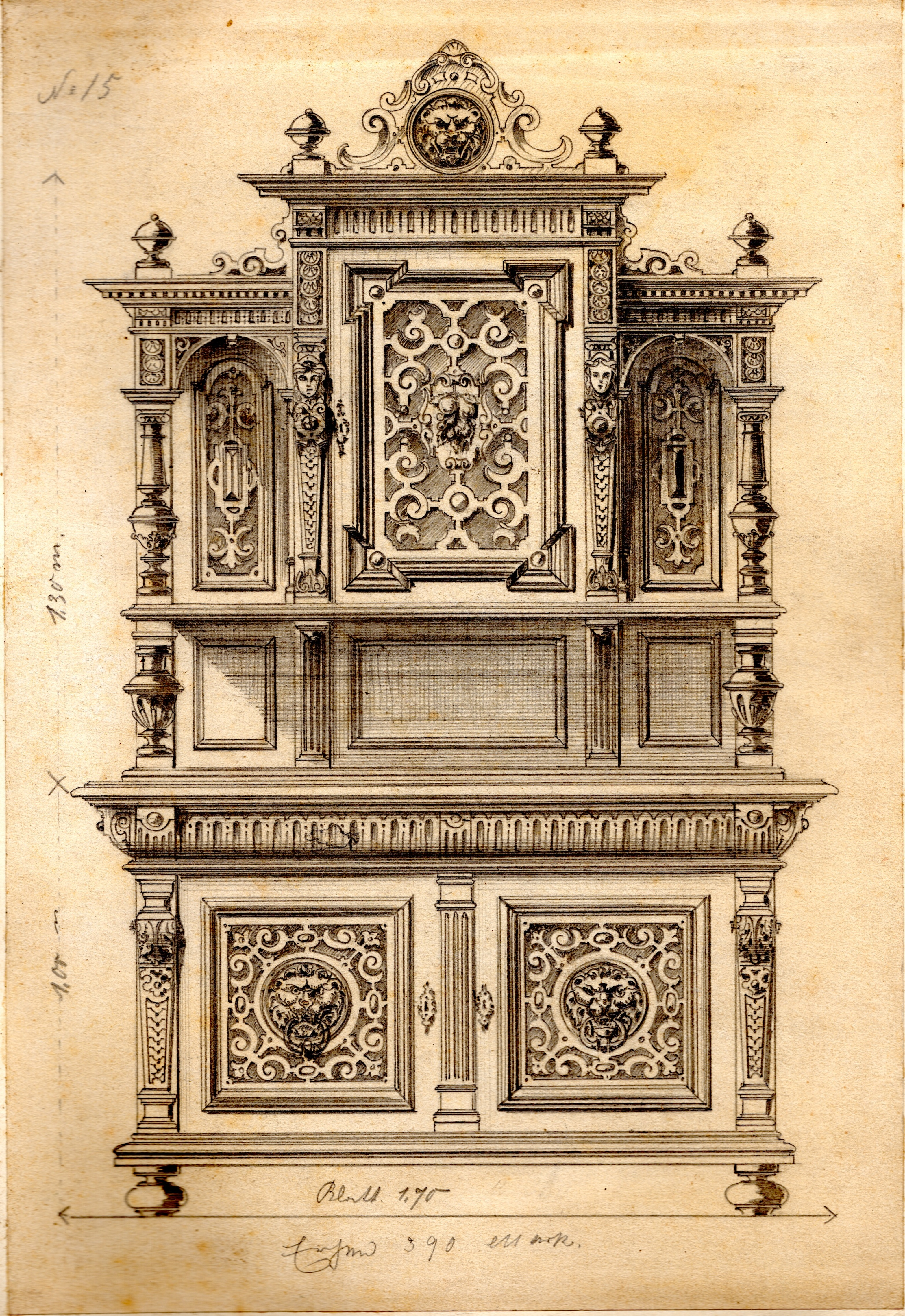
Büfett Gründerzeit, 1890

Für den Beginn des 19. Jahrhunderts gilt das Biedermeier, das in der Endphase des Klassizismus zum Inbegriff für bürgerliche Wohnkultur wurde, als der vorletzte eigenständige Möbelstil. Im Gegensatz dazu griff der nachfolgende Historismus in Architektur und Innenraumgestaltung auf ältere historische Stilrichtungen zurück. Das Stilmöbel nahm seinen Lauf.
In Rainer Haaffs Historismus-Lexikon Prachtvolle Stilmöbel/Historismus in Deutschland und Mitteleuropa heißt es darüber: „Der ‚Historismus‘ ist ein kunststilistischer Überbegriff für mehrere kurzfristig auf einander folgende bzw. gleichzeitig erfolgende Neostile in der Zeit von 1830/40 bis 1910/20“. In dieser Periode wurde das bevorzugte Mobiliar in einem der historistischen Stile hergestellt: Neogotik, Zweites Rokoko, Louis-Philippe, Neorenaissance, Drittes Rokoko, Drittes Barock oder im Gründerzeitstil, der „von 1880 bis 1915 eine deutsche Stilabwandlung der Neorenaissance“ darstellt.
Die traditionell handwerklich arbeitenden Tischlerwerkstätten hielten sich gewissenhaft an die Vorbilder der jeweiligen Stilperiode. Die Kunsthandwerker bewährten sich bei der getreuen Nachbildung oft als große Meister. Bei Rainer Haaff heißt es weiter: „Viele Stilmöbel des Historismus sind von kopistischer Art und somit dem jeweiligen Stilvorbild streng verpflichtet. Andere hingegen beinhalten zwar eine entsprechende Stilorientierung, lassen aber gleichsam zeitgemäße Zweckdienlichkeit, ökonomische Reduktion und kunsthandwerkliche Kreativität zum Ausdruck kommen.“
Neben den Stilmöbeln des Historismus entstanden auch einfache Möbel ohne Zierrat. Als Zweckmöbel, etwa für Arbeitsräume oder Quartiere von Arbeitern, wurden sie nur gering geschätzt – vor allem auch, weil sie als billige „Industriemöbel“ von den Werkstätten produziert wurden, die in Folge der industriellen Revolution ihre Betriebe auf Serienfertigung umstellten. In der oberen Rangfolge dagegen machte in den Jahren um 1890 bis 1910 der Jugendstil auf sich aufmerksam. Die kreativen Erzeugnisse mit dekorativ geschwungenen Linien und floralen Ornamenten erreichten jedoch keineswegs die breite Zustimmung der Konsumenten.
Zu Beginn des 20. Jahrhunderts – noch im Kaiserreich – waren die Entwicklungen im Möbelbereich weiterhin den Vorstellungen des reichen Bürgertums verhaftet: Renaissance, auch Rokoko und Gotik blieben weiterhin in Mode. Die verschwenderische Anwendung von dekorativen Formen dokumentierte den pomphaften Zeitgeschmack. In diesen Jahren vor dem Ersten Weltkrieg war überwiegend die Kategorie „Stilmöbel“ präsent.

Beispiele für Möbel in historistischen Stilen
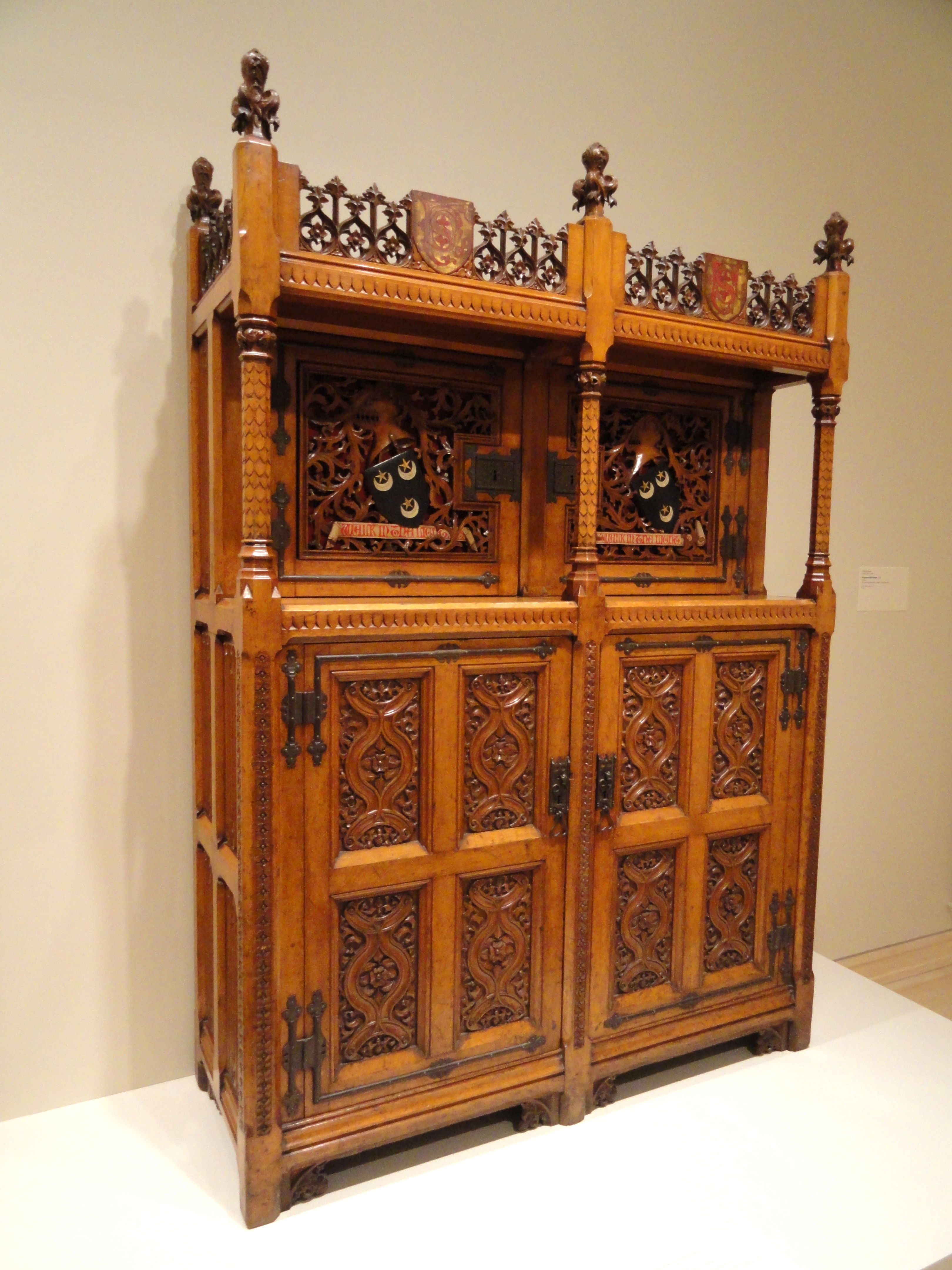
Neogotik
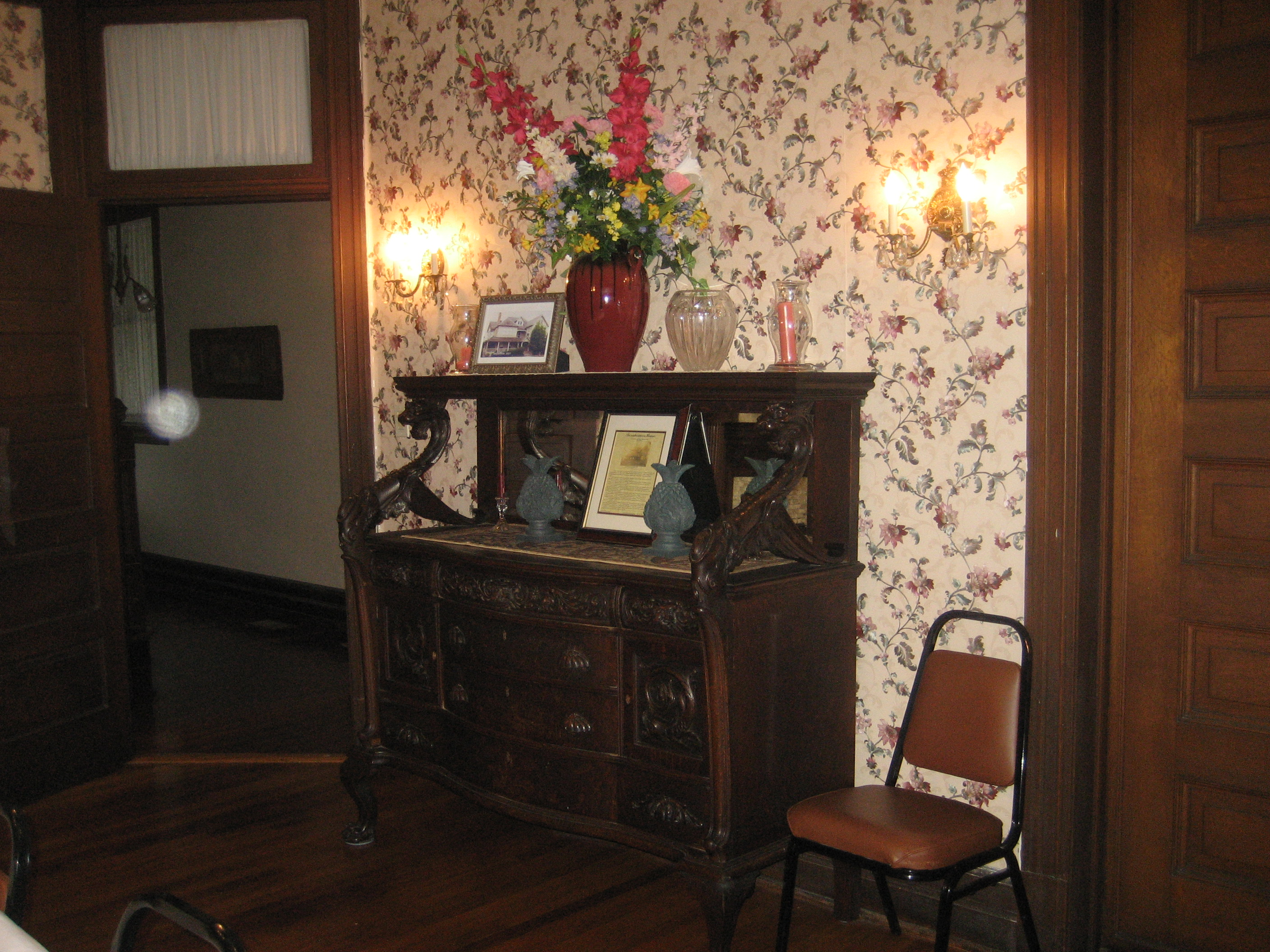
Zweites Rokoko
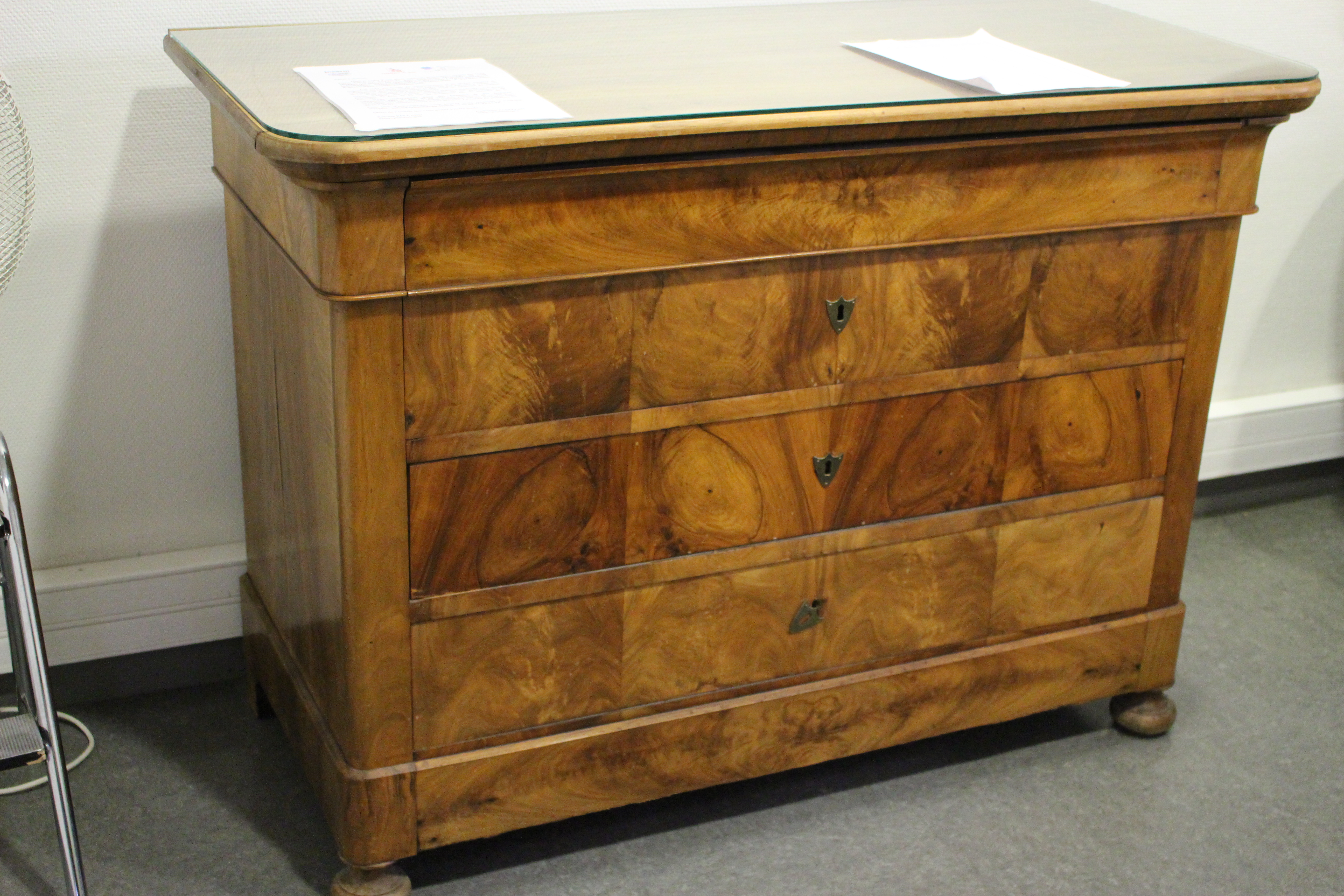
Louis-Philippe
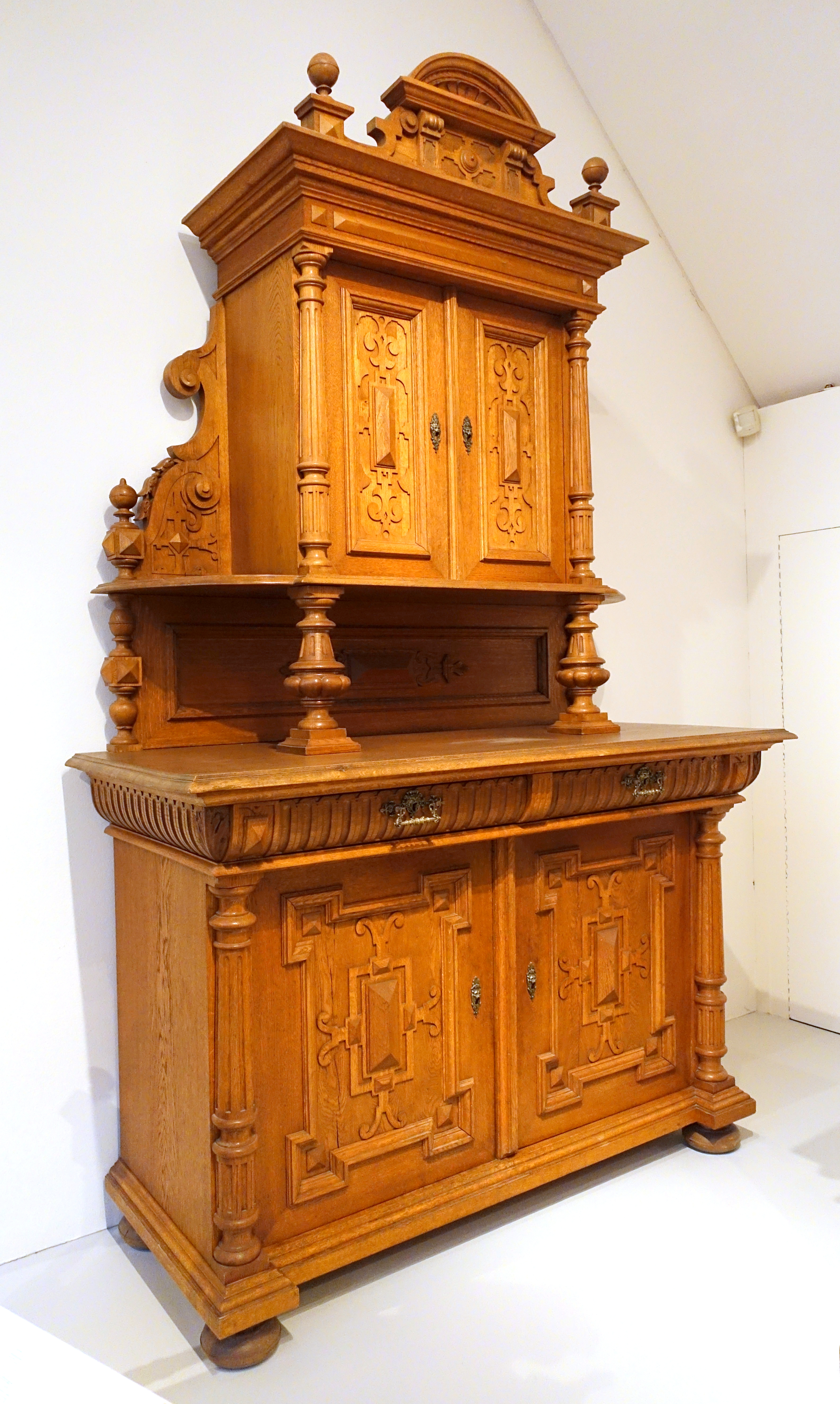
Neorenaissance
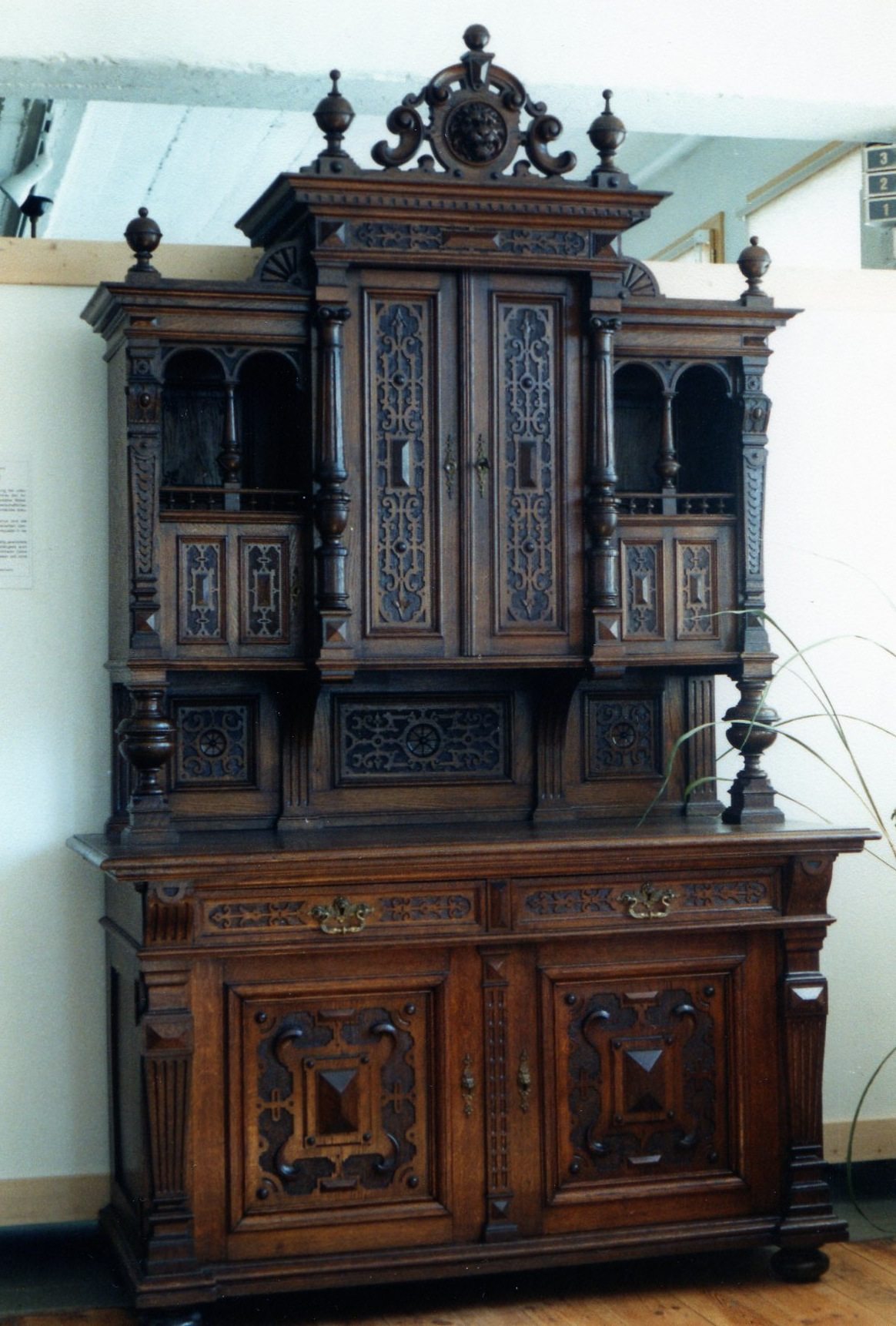
Gründerzeitstil

## Stilmöbel in der zweiten Hauptperiode 1910/20 bis 1980/90

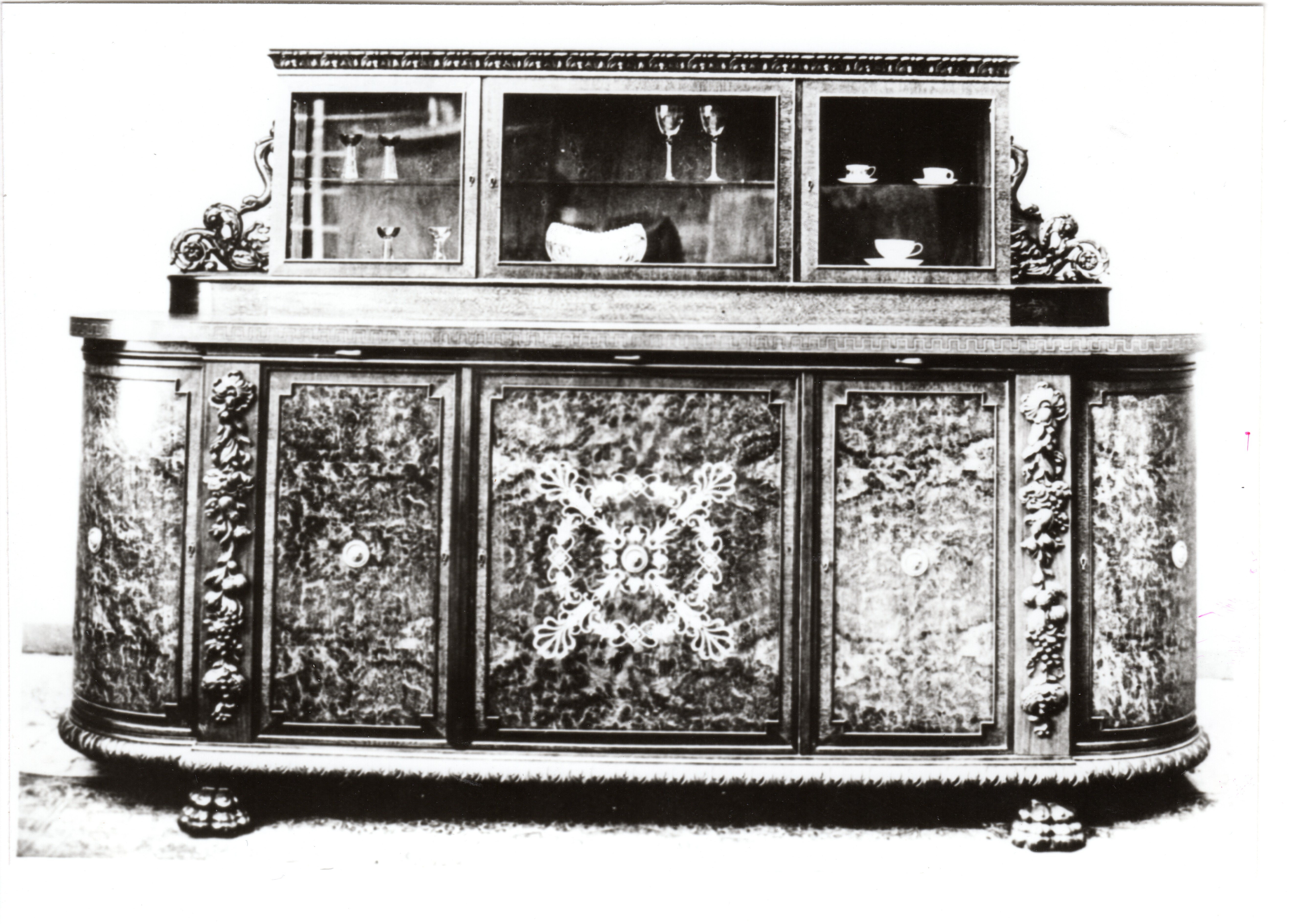
Büfett Spätviktorianischer Stil, 1930

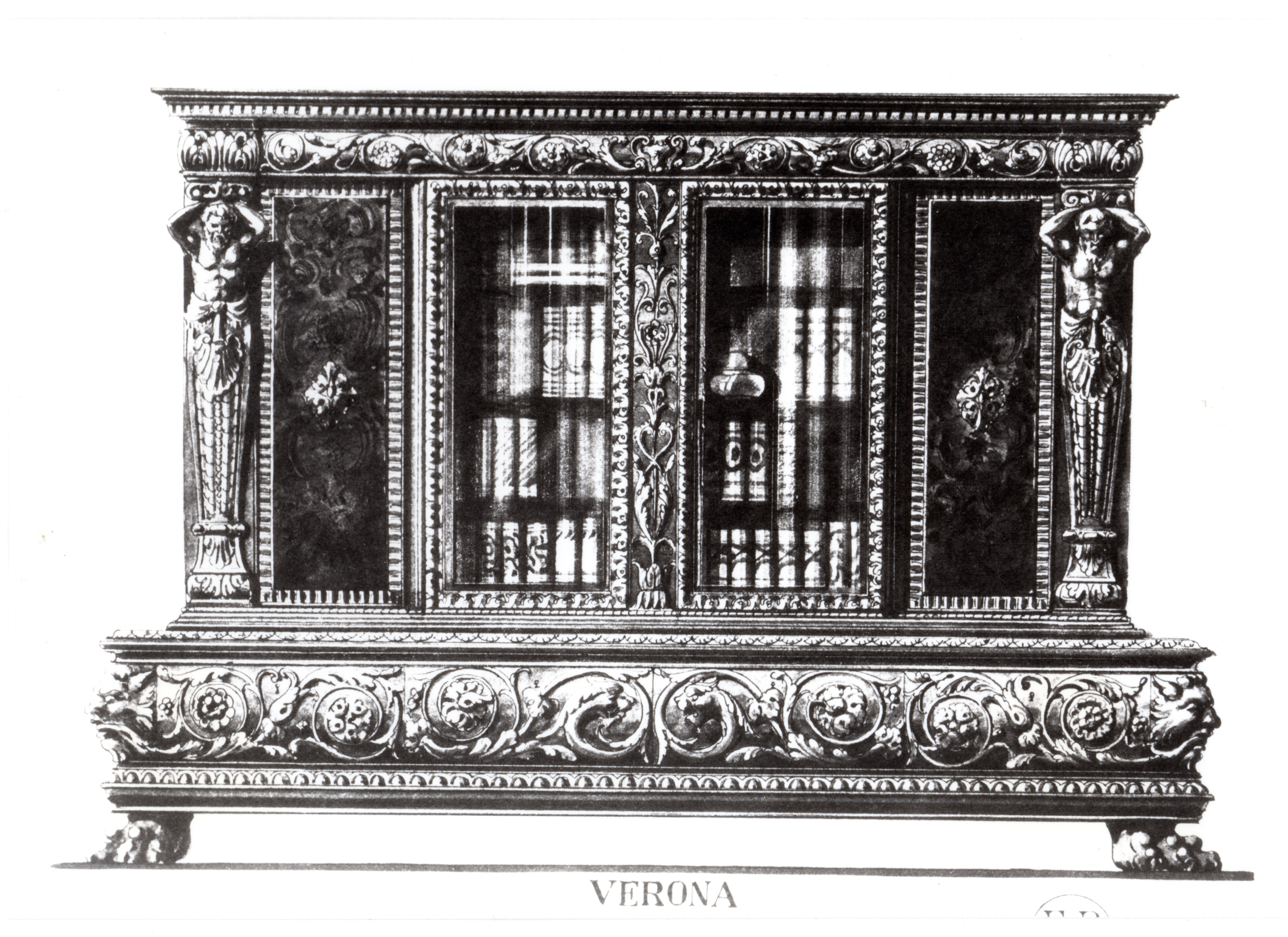
Herrenzimmerschrank Italienisch Renaissance, 1930

Nach dem Ersten Weltkrieg setzte sich mit Gründung des Bauhauses die Bewegung fort, die endgültig weltweit grundlegenden Einfluss auf allen Gebieten der angewandten Kunst ausgeübt hat. Das von jungen Architekten, Künstlern und Kunsthandwerkern propagierte neue Design mit der konsequenten Ausrichtung auf Zweckmäßigkeit und Abkehr von allem unnötigen Zierrat wurde von der Allgemeinheit bei der Gestaltung des persönlichen Wohnbereiches noch weiterhin als puritanische Nüchternheit abgelehnt. Der innovative Stil des Art déco in Anschluss an den Jugendstil blieb ebenfalls nur eine Randerscheinung.
Bei der generellen Geschmacksunsicherheit bei Herstellern und Verbrauchern führte die Suche nach ansprechenden Formen immer wieder zur Besinnung auf die Tradition. Die Käufer bevorzugten gewohntes Mobiliar, das die begehrte behagliche Wohnatmosphäre versprach. So behielt das Stilmöbel weiterhin die Oberhand – und noch lange über den Zweiten Weltkrieg hinaus.
Zur Zeit der Währungsreform nach dem Kriegseinschnitt knüpfte die Möbelwirtschaft in Westdeutschland an die Entwicklung in der Vorkriegszeit an. Der Nachholbedarf in allen Bereichen der Einrichtungsindustrie verursachte eine starke Erweiterung der Betriebskapazitäten in wenigen Jahren. Das Verhältnis „Stil“ zu „Modern“ hatte sich zunächst nicht geändert. Dirk Fischer schreibt in seiner Magisterarbeit Die ostwestfälisch-lippische Möbelindustrie zwischen 1945–1975: „Möbel in barock anmutenden Formen wurden auf den ersten Kölner Möbelmessen in der hohen und mittleren Preislage […] angeboten […] Möbel in ausgesprochen modernen und schlichten Formen hingegen wurden in den ersten Jahren in Köln kaum ausgestellt, da von der Verbraucherseite für sie kaum ein Interesse bestanden hatte.“

Eine im Juli 1954 vom Institut für Demoskopie Allensbach durchgeführte Meinungserforschung bei Vorlage von Bildern verschiedener Einrichtungsstile zeigt als Ergebnis, dass von den westdeutschen Befragten 60 % die bürgerliche Linie [mit geschweiften Formen] der dreißiger Jahre und nur fast ein Drittel die gemäßigt-moderne Zimmereinrichtung bevorzugten. 

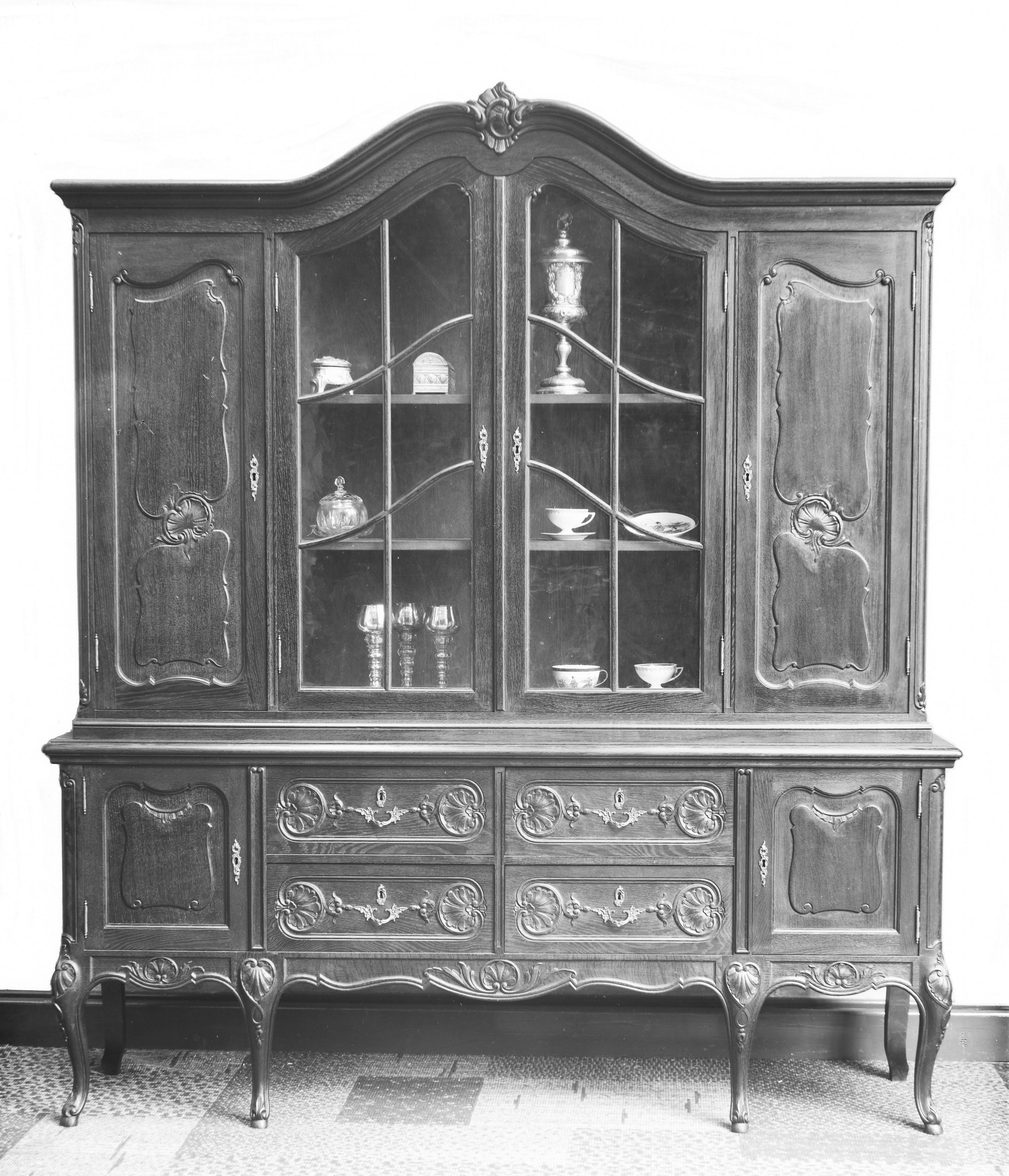
Kredenzschrank Louis XV, 1938

Die Veröffentlichung: 10 Jahre Möbel im Bundesgebiet des ifo Instituts für Wirtschaftsforschung im Jahre 1957 stellt den Möbelabsatz wie folgt dar: „Die Möbelmesse 1956 zeigte deutlich, daß der Geschmack des westdeutschen Möbelkonsumenten sich inzwischen insofern gefestigt zu haben scheint, als heute entweder Möbel der gemäßigten modernen Linie oder reine Stilmöbel bevorzugt werden. Die sogenannte ,moderne Linie‘ wird nur von bestimmten Schichten gekauft und von der Mehrzahl der breiten Masse noch abgelehnt.“
Für Ende der 1960er Jahre wird in dem Artikel Neue Möbel in altem Stil der Zeitschrift Zuhause vom September 1967 der Stilmöbel-Anteil in der Bundesrepublik Deutschland noch mit rund 40 % angegeben. Die Verbreitung von Stilmöbeln schwächte sich von dem Höhepunkt im Anschluss an die Periode des Historismus nur langsam über die Jahrzehnte bis 1980/90 ab.
Die Vielfalt an Stilmöbeln – stilreine oder modifizierte, hoch- oder minderwertige, teure oder billige – wurde von allen Gesellschaftsschichten begehrt, unabhängig von der Stellung, dem Wohlstand oder der Bildung der Möbelkonsumenten.

### Entwicklung der Stilmöbel-Merkmale in zweiter Periode

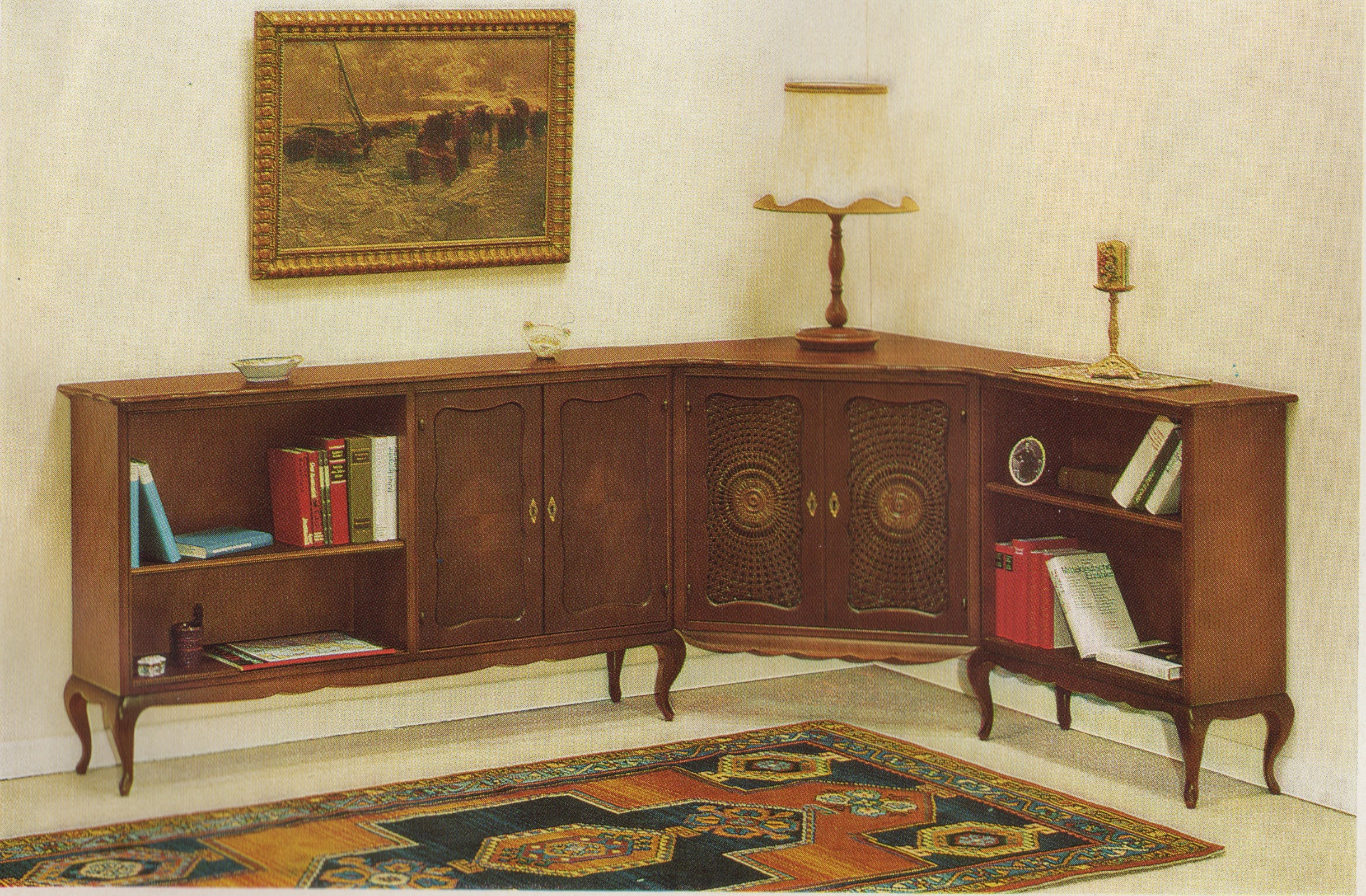
Eckanbaureihe mit Fernsehschrank Chippendale, 1955

Im 20. Jahrhundert wichen Stilmöbel in Entwurf und Ausführung von ihren Vorbildern stetig weiter ab, weil neue Faktoren den Entwurf von Stilmöbeln beeinflussten.

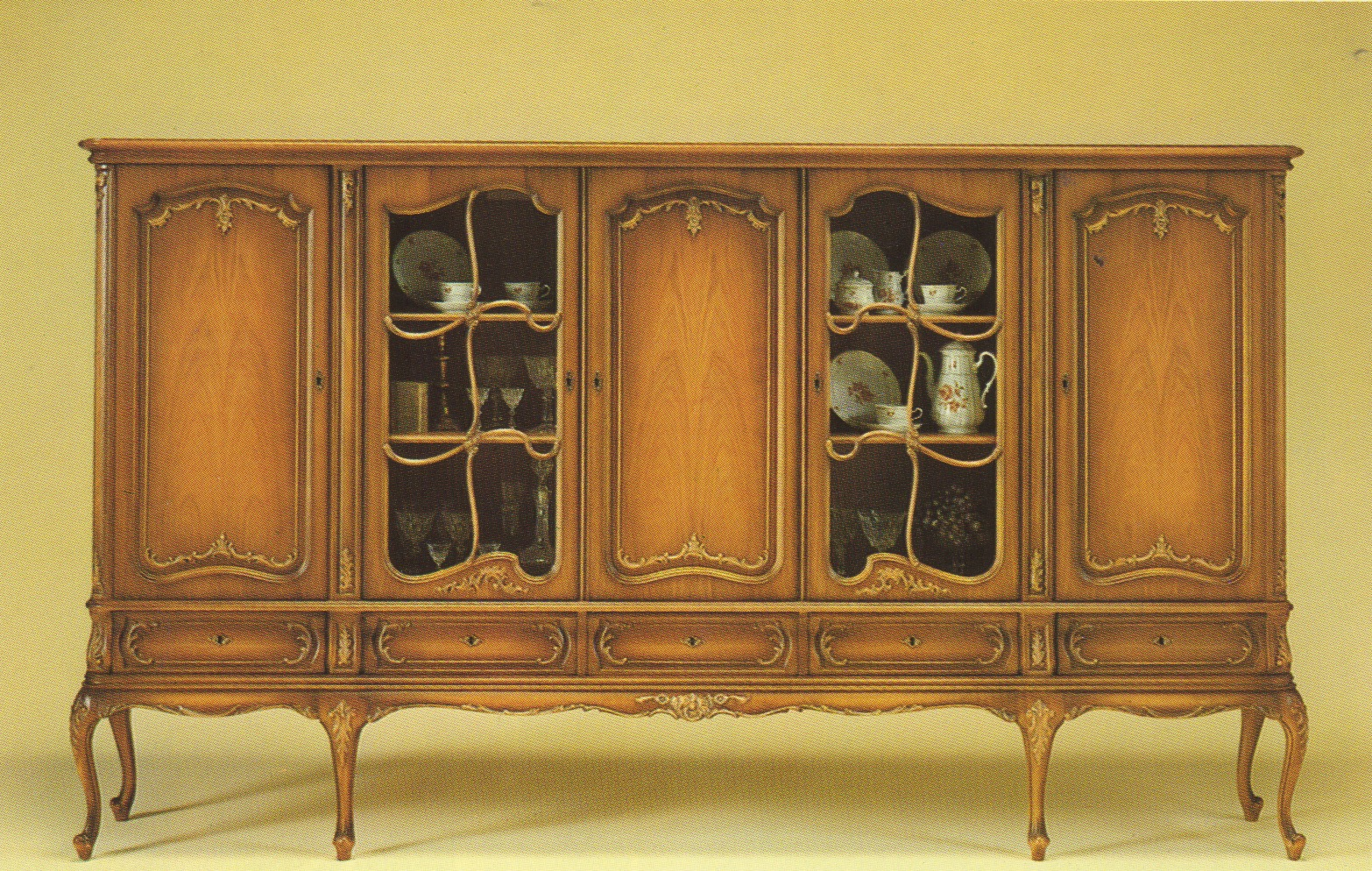
Wohnzimmerschrank Barock, 1960

#### Einflussfaktor 1 – Veränderte Raumverhältnisse, neuer Unterbringungsbedarf: Neue Möbeltypen
In den Proportionen der Möbeltypen bahnte sich ein auffallender Wandel an: Die traditionellen Schrankmöbel zeigten wegen der herkömmlich hohen Räume eine Betonung der Senkrechten, nun gewann die Waagerechte an Bedeutung. Die neuen zeitgemäßen Wohnungen waren niedriger und kleiner, sie wurden auch zentral beheizt. Zweckmäßigkeit und Bequemlichkeit bestimmten den Trend, für die zeitgemäßen Einrichtungen – ob Stil oder modern – entstanden bequemere Sitzmöbel und Tische sowie vielfältigere Kastenmöbel, die sich zur Unterbringung des ständig wachsenden Hausrats, der Bücher und der neuen technischen Geräte eigneten.
Typisch für die 1950er Jahre sind die Anbaumöbel mit standardisierten Einteilungen zur freien Auswahl: offene Regale, Glastür- oder Füllungstürfächer, Schubkästen, Barfächer, Fernsehfächer usw. Die halbhohen Anbau-Grundtypen konnten je nach Bedarf – auch über Eck – aneinander gereiht werden. Die Weiterentwicklung führte zu den Schrankwänden, mit denen man ab Anfang der 1960er Jahre jeden Raum von Wand-zu-Wand und von Fußboden-bis-Decke maßgenau ausstatten konnte. Diese Programme – wie auch die Schlafraum-Hochschränke – ermöglichten die Anpassung an diffizile Raumsituationen und die Erfüllung von Sonderwünschen mit verhältnismäßig geringem Aufwand.
Im Stilbereich wurden die Details der jeweiligen Stilrichtung in den Front- und Körperteilen augenfällig nachgebildet. Jedoch die äußere Gestalt der neuen Stil-Schranktypen brachte eine grundlegend neuzeitliche Entwicklung zum Ausdruck – ohne jedes Vorbild in der Vergangenheit.

#### Einflussfaktor 2 – Vertrieb über Möbelhandel und Serienfertigung: Reduzierung der Vielfalt des Angebots, Typisierung und Vereinheitlichung der Möbel
Traditionell hatte der Tischlermeister – im Einmannbetrieb oder in Möbelwerkstätten – im direkten Kontakt mit dem Kunden die Ausführung der Möbel festgelegt. Zur Verständigung dienten Musterstücke oder Zeichnungen. Das exklusive Einzelstück bis zum umfassenden Innenausbau nach Maß wurde von qualifizierten Handwerkern Schritt für Schritt nach den Wünschen der Kunden angefertigt.

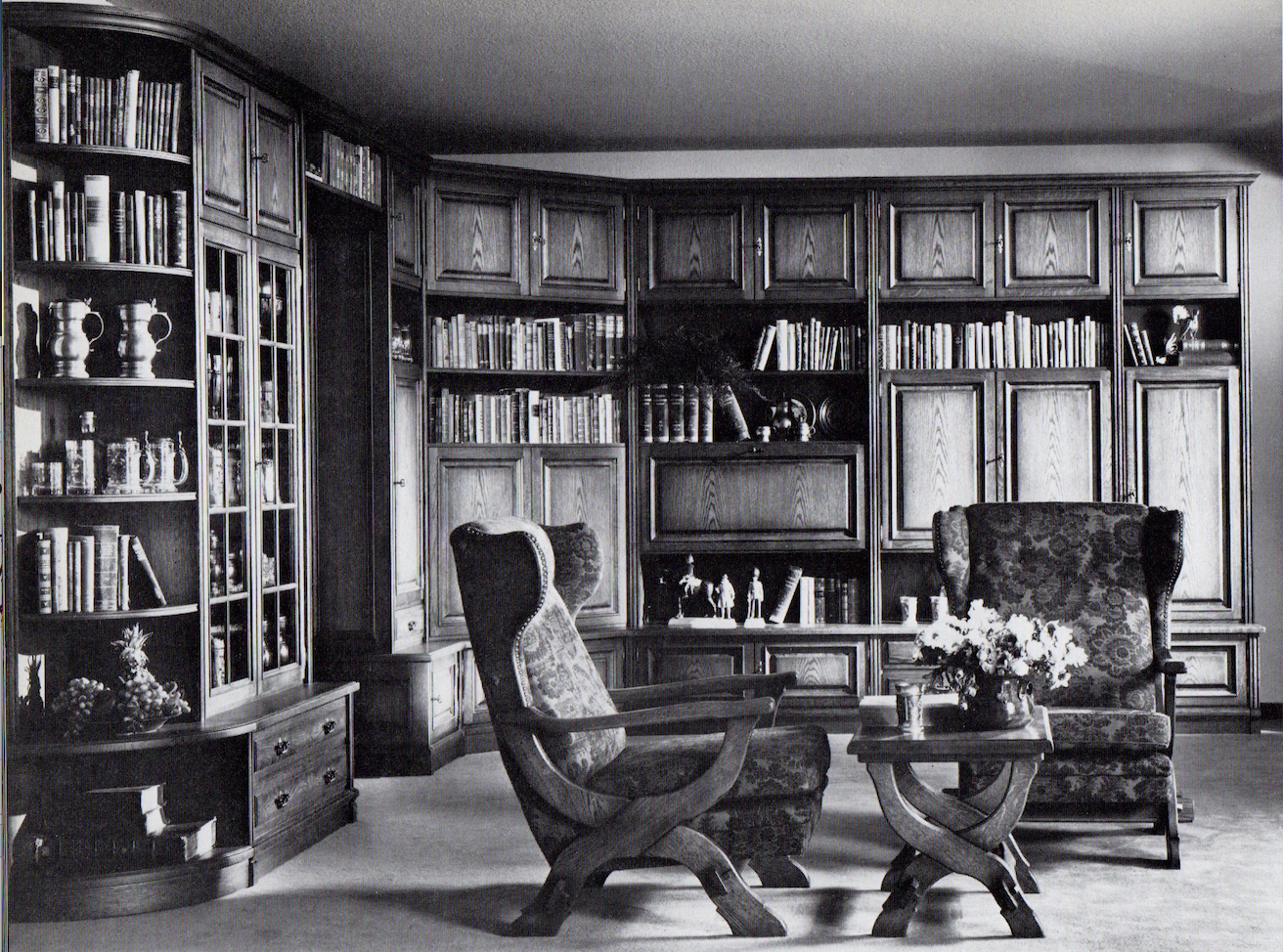
Raumumfassende Schrankwand,
altdeutsch, 1978

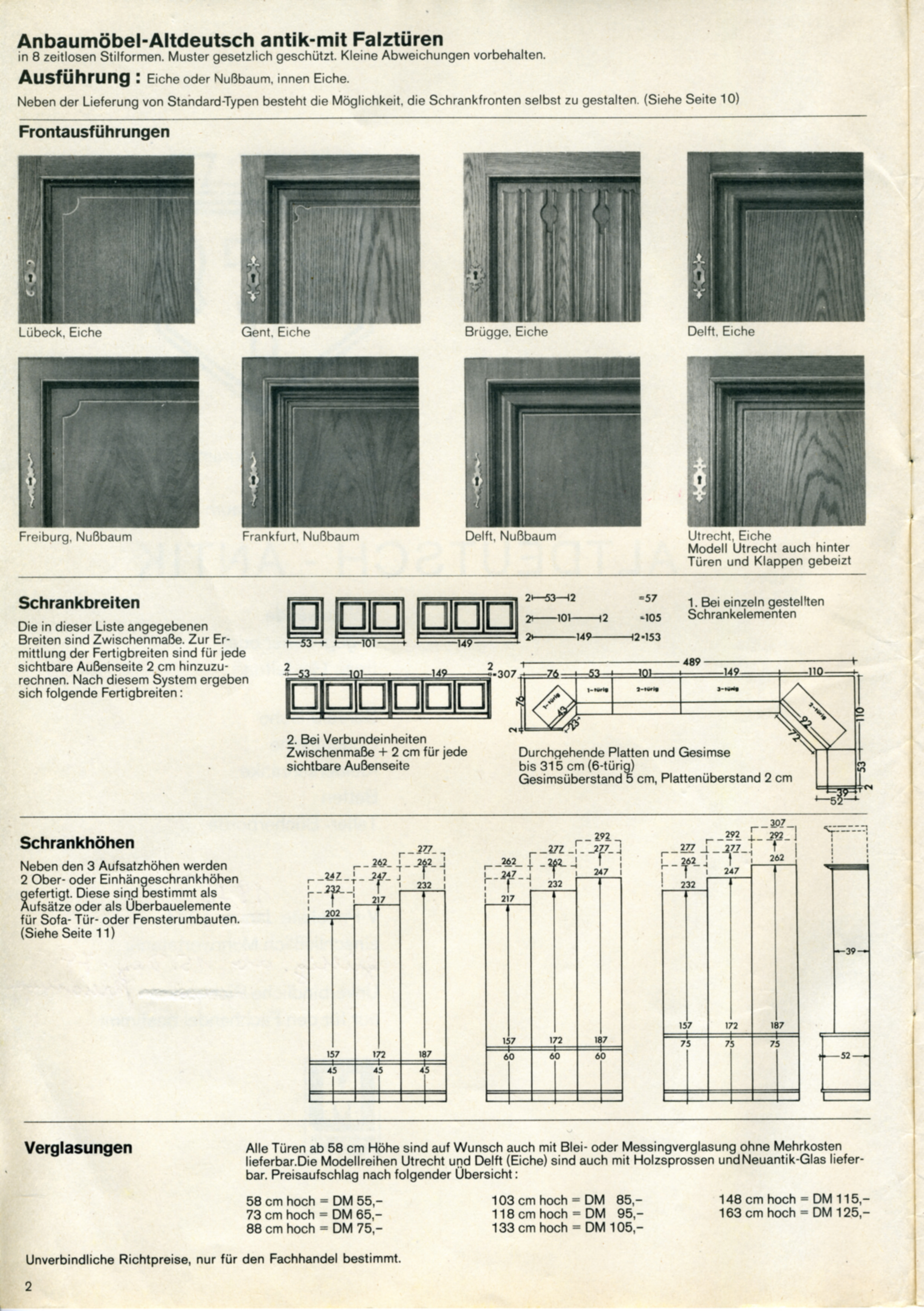
Typenliste Schrankwandsystem, 1974

Nach dem Ersten Weltkrieg hatte das Möbelfachgeschäft überwiegend die Mittlerrolle zwischen Hersteller und Käufer übernommen. In größeren Städten entstanden Stil-Einrichtungshäuser, die oft mit Hilfe angestellter Zeichner und Innenarchitekten den anspruchsvollen Kunden eine individuelle Beratung boten. Grundsätzlich wurde im Handel Konfektionsware verkauft, die durch bebilderte Verkaufsunterlagen wie Kataloge mit Preislisten dargestellt wurde. Während vor 1900 die meisten Tischlereien gemeinhin alle Möbeltypen anfertigten, hatten sich jetzt die Möbelfabriken auf ihre Spezialität besonnen und lieferten ausschließlich Wohn- oder Schlafzimmermöbel, Küchen, Kastenmöbel oder Sitzmöbel. Diese Konzentration auf bestimmte Möbelarten führte gleichfalls im Stilbereich zur Standardisierung, die Möbelabmessungen ergaben sich aus der Modulbauweise. Alle zu einer Gruppe („Garnitur“) gehörenden Modelle wiesen dieselben Merkmale auf, wie Profile, Schweifungen oder Ornamente.
Mit der Typisierung der Stilmöbel war eine weitere Abweichung in Form und Ausführung von den Originalmöbeln der nachzubildenden Stilart vollzogen.

#### Einflussfaktor 3 – Neue Materialien und Technisierung der Produktion: Große formale Abweichungen vom historistischen Vorbild

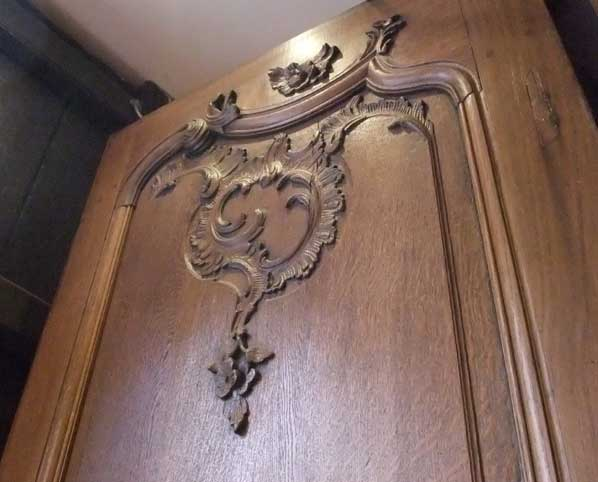
Schranktür Rokoko, anno 1750 – Authentische Konstruktion aus Rahmen und Füllung – Schnitzereien und Profile aus dem vollen Holz geschnitten. Hinweis: Ein aufrechter Riss in der Füllungsschnitzerei rechts oben und offene Fugen beim Stoß der Rahmenteile wurden verursacht durch das „Arbeiten“ des Holzes wegen seiner hygroskopischen Eigenschaften.
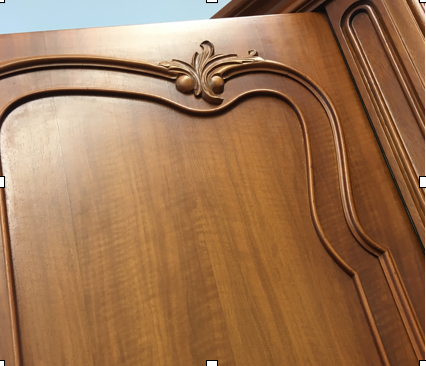
Schranktür Chippendale, 1960 – Neuzeitliche Konstruktion aus vollflächig furniertem Holzwerkstoff (Sperrholz oder Spanplatte) mit applizierten geschweiften Profilen und Schnitzereien zur Andeutung des stilgemäßen Bildes von Rahmen und Füllung. Vorteil: Formstabilität bei Wechsel der Luftfeuchtigkeit.
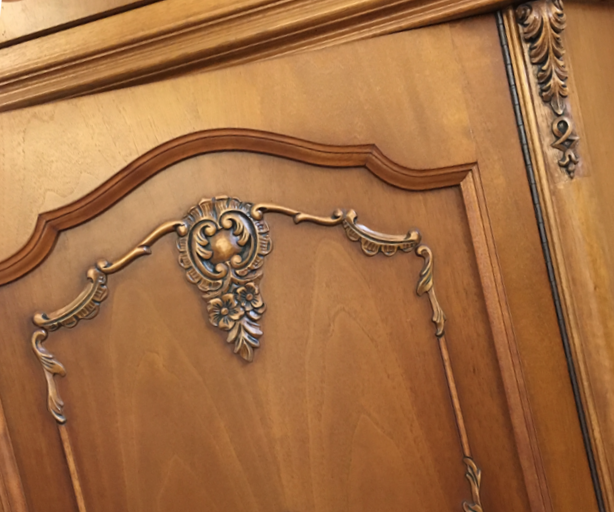
Schranktür Rokoko, 1982 – Neuzeitliche Konstruktion aus vollflächig furniertem Holzwerkstoff (Sperrholz oder Spanplatte), außen mit Rahmenaufdoppelung, mittlere Fläche mit applizierten geschweiften Profilen und Schnitzereien zur Darstellung einer Füllung. Vorteil: Formstabilität bei Wechsel der Luftfeuchtigkeit.

Die tiefgreifendste Abweichung von dem historistischen Vorbild wurde durch die Verwendung neuer Materialien und den Einsatz weiterentwickelter Fertigungstechnik verursacht.
Als um 1900 die Sperrholzplatte aufkam, wurden zunächst die weniger sichtbaren Holzflächen, die fachgerecht aus massiven Füllungen mit Beistößen bestehen, wie Rückwände, Schubkastenböden usw. durch formstabile Sperrhölzer ersetzt. Bald folgte die stärkere Stabsperrholzplatte, die sogenannte Tischlerplatte, und dann um 1950 die Spanplatte mit der besten Formbeständigkeit. Alle flächigen Möbelteile wie Platten, Seiten, Einlegeböden usw. wurden bald aus dem neuen Material zugeschnitten, mit massiven Vorleimern versehen und furniert.
Mit neuen Spezialmaschinen ließen sich altbewährte Tischlerkonstruktionen wie Rahmen/Füllung, Schlitz/Zapfen, Nut/Feder, Zinken/Schwalbenschwänze und die typischen Stilformen wie Profile und Schweifungen passgenau und je nach Losgröße rationell herstellen. Besonders augenfällig waren die Bildschnitzmaschinen, die die aufwändigen Schnitzereien von Hand zu einem großen Teil ersetzten. Da Maschinenwerkzeuge wie Fräser und Bohrer das Holz durch Rotation bearbeiten, können keine scharfe Innenecken und -kanten maschinell gebildet werden. So wurden bei hochwertigen Stilmöbeln Innenecken und -kanten per Hand nachgestochen, und die vorgebohrten Schnitzereien durch die geübte Hand eines Holzbildhauers mit dem letzten feinen Schnitt versehen. Bei billigen Stilmöbeln wurden viele Details „gerundet“, so dass Nacharbeiten nicht notwendig waren.
Bereits ab den 1920er Jahren war man dazu übergegangen, die bei historischen Möbeltüren erforderliche Rahmen-Füllungskonstruktion durch Aufleimen von Profilen und Ornamenten auf die furnierten Industrieplatten lediglich anzudeuten. Auch die Kanten der Möbelfrontteile wurden mit Massivholz umleimt, so dass der innere Aufbau nicht in Erscheinung trat. Eine „antike“ Oberflächenbehandlung mit Farbverläufen und Patina-Effekten glich Unterschiede zwischen Vollholz und Furnier aus. Die Möbelfronten mit Türen, Klappen und Schubkästen konnten in großen Stückzahlen einheitlich gefertigt werden. Typische Massivholzmerkmale wie Astansätze und unregelmäßige Maserung waren unerwünscht.
Auch die dauerhafte Verformung von Vollholz und Sperrholz unter Hitze, Dampf und Druck beeinflusste die Gestaltung von Stilmöbeln. In Verbund mit neuen Poliermaterialien und -techniken, konnten große geschwungene Flächen wie Kleiderschranktüren in großer Menge gefertigt werden.

### Die Bandbreite des Stilmöbelangebots und die Stilrichtungen „Altdeutsch“ und „Chippendale“

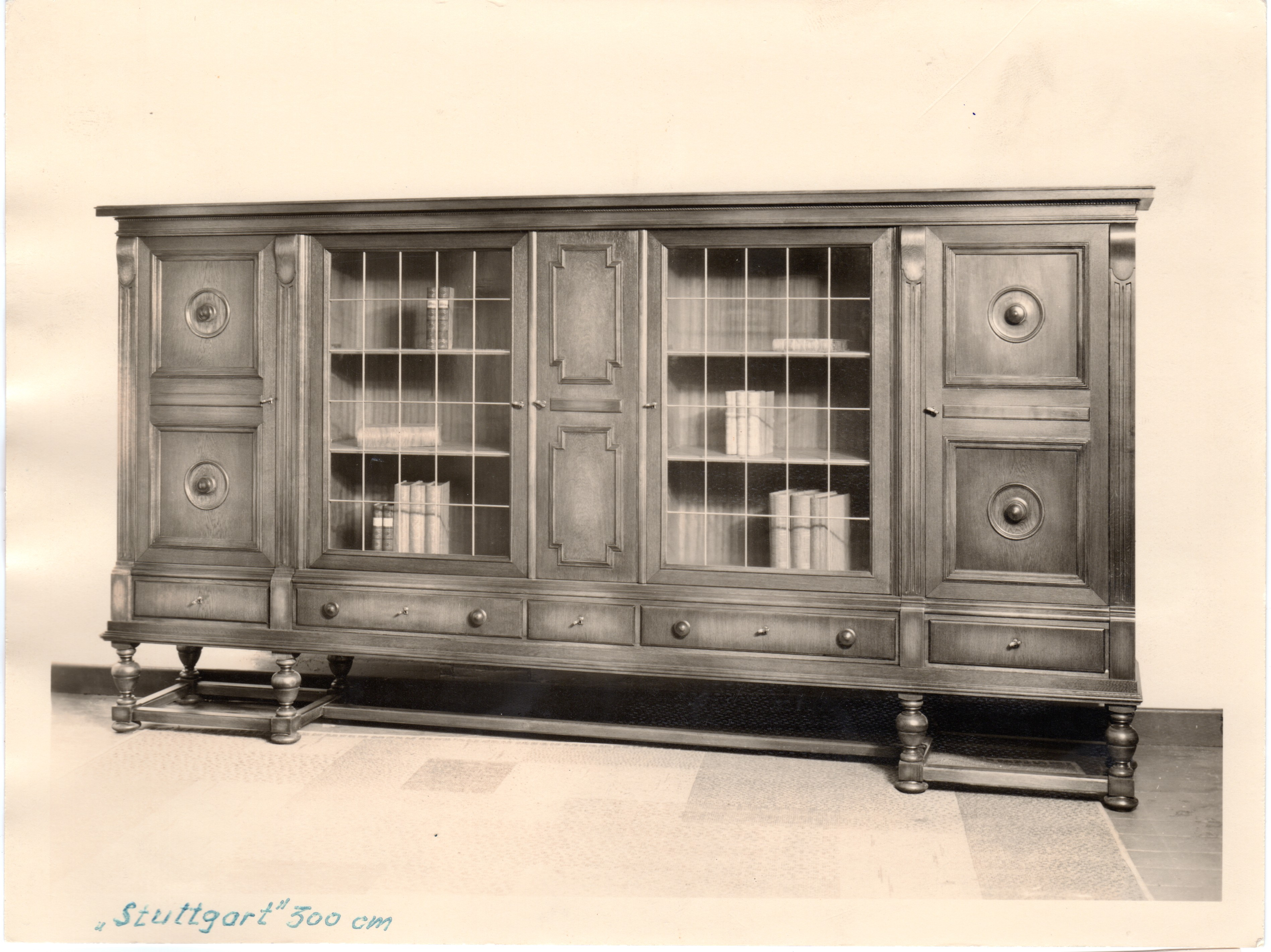
Wohnzimmerschrank Altdeutsch, 1960

Während im modernen Bereich unabhängig von Vorbildern neuartige Möbelformen entwickelt wurden, war man im Stilbereich wegen der gebotenen Stiltreue weniger experimentierfreudig. Trotzdem führten die neuen industriellen Fertigungsverfahren zu typischen Stilmöbel-Richtungen, die bei den Möbelkäufern einen hohen Bekanntheitsgrad erreichten.
Die Auswahl an Stilmöbeln war äußerst vielseitig. Die Palette wurde angeführt von teuren Angeboten, die hohe Ansprüche der Käufer erfüllten bezogen auf Qualität und ästhetisches Design, das sich bei der Umsetzung von historischen Stilelementen zeigte. Ebenso gab es die bescheidenen und preiswerten Ausführungen. Viele Stilmöbel-Fabrikanten haben eigene Stil-Programme entwickelt und ihre „Marke“ über Jahrzehnte vertreten.
Bei der großen Bandbreite von Stilmöbeln hatten zwei Stilrichtungen eine herausragende Bedeutung auf dem Möbelmarkt erobert und waren zum Inbegriff von Stilmöbeln geworden.

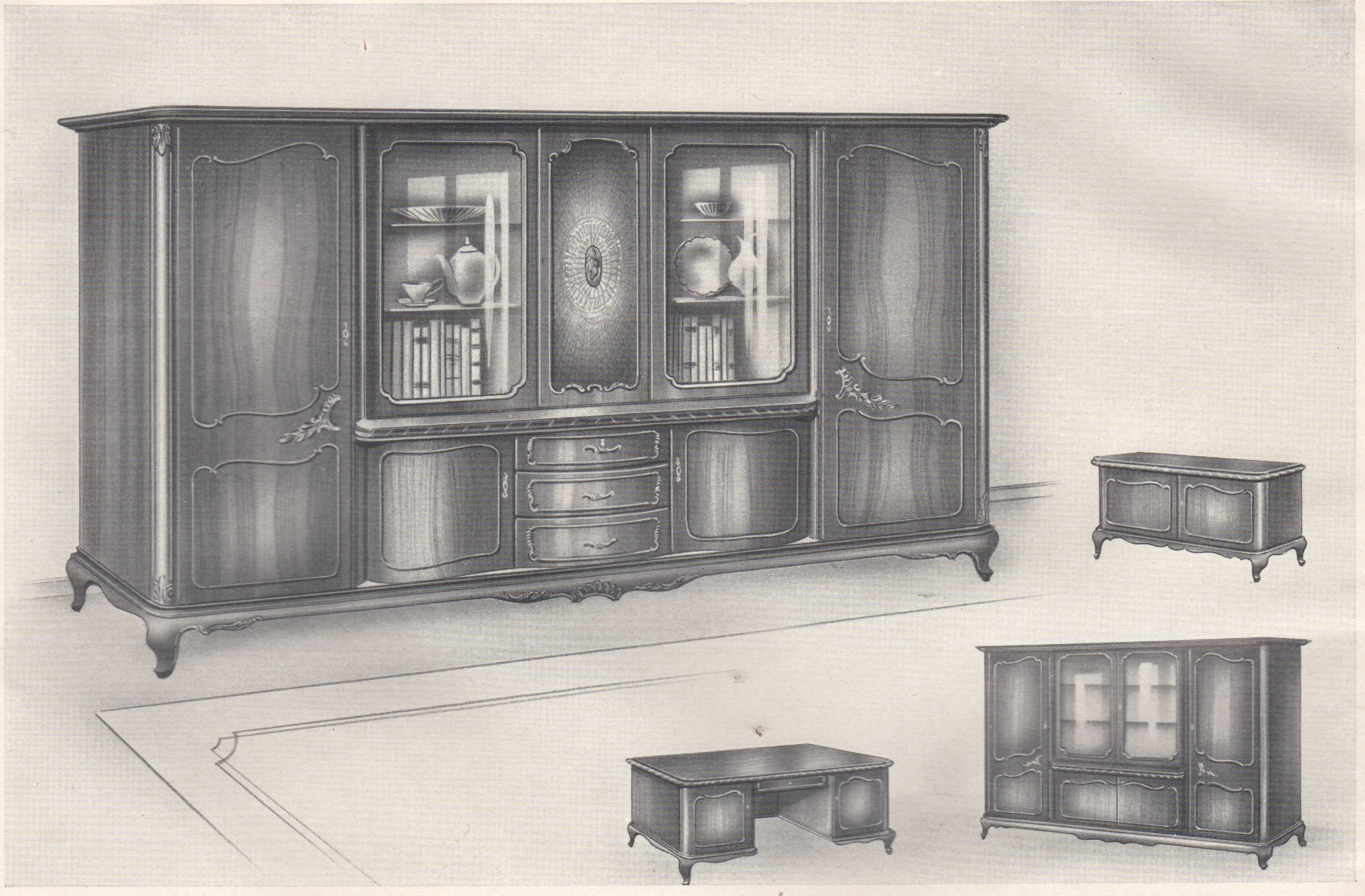
Wohnmöbelgarnitur Chippendale, 1955

„Altdeutsche Stilmöbel“ sind geradlinige Möbeltypen in vager Anlehnung an Gotik oder Renaissance – in stilisierter Formgebung durch Kantenprofile, Kannelierfräsungen, eingesetzte Holz-Ornamentleisten, kassettenartige Kombinationen zur „Aufdoppelung“ auf Flächen wie Seiten, Türen, Klappen und Schubkästen, auch mit gedrechselten Teilen wie Rosetten als Flächendekor, Beinen und Füßen. Verglaste Türen zeigen in der Regel getönte „Antikgläser“ mit Blei- oder Messingeinfassungen. Als Holzarten waren Nussbaum und Eiche beliebt, vor allem in den 1960er und 70er Jahren fand die Ausführung „Eiche-Rustikal“ bei Betonung der markanten Holzstruktur große Verbreitung.
Unter „Chippendale“ (Der berühmte englische Kunsttischler Thomas Chippendale hat bereits im 18. Jahrhundert Prunkmöbel entworfen und mit großem Erfolg vermarktet) versteht man Möbel, deren Formgebung an Barock bzw. Rokoko erinnert. Die Modelle zeigen die typischen Profile und Schweifungen, vor allem die geschwungene Beinform. Häufig wurde Sonnengeflecht zur Kaschierung von Tongeräten verwandt. Viele „Chippendale“-Möbel zeigten Schnitzereien als aufgeleimte Ornamente. Feinporige Holzarten wie Buche, Erle, Ahorn und andere wurden verarbeitet, echtes Walnussholz nur bei teuren Angeboten. Ein typischer Farbton ist „Nussbaum antik“, der zur Betonung der Formgebung changiert. In den 1960er und 70er Jahren war mit der Weiterentwicklung der Holzlacke die Schleiflackausführung mit feiner Nuancierung sehr gefragt, oft mit Vergoldung der Zierformen.
In Zusammenarbeit mit dem Möbelfachhandel hat der Arbeitskreis Deutsche Stilmöbel (siehe nachfolgenden Abschnitt) in den Jahren 1960 und 1968 Marktumfragen betreffend Stilmöbel durchgeführt. Bei der Frage: „Wenn Sie Stilmöbel kaufen, welche Stilart würden Sie bevorzugen?“ ergaben sich für 1960/1968 folgende Antworten:
- altdeutsche Formen 18 %/38 %,
- Barockformen („Chippendale“) 22 %/22 %,
- Biedermeier 4 %/6 %,
- Renaissance 3 %/4 %,
- Klassizismus 1 %/3 %,
- keine bestimmte Meinung 52 %/27 %.

Der auffallende Anstieg der Beliebtheit der altdeutschen Formen von 18 % auf 38 % innerhalb von acht Jahren von 1960 bis 1968 weist auf die „Rustikale Welle“ hin, die sich ab Mitte der 1960er Jahre im Käufergeschmack zeigte und die Möbelwirtschaft zu entsprechenden Angeboten veranlasste.

### Stilmöbel nach dem Zweiten Weltkrieg in Westdeutschland und Gründung des „Arbeitskreises Deutsche Stilmöbel“

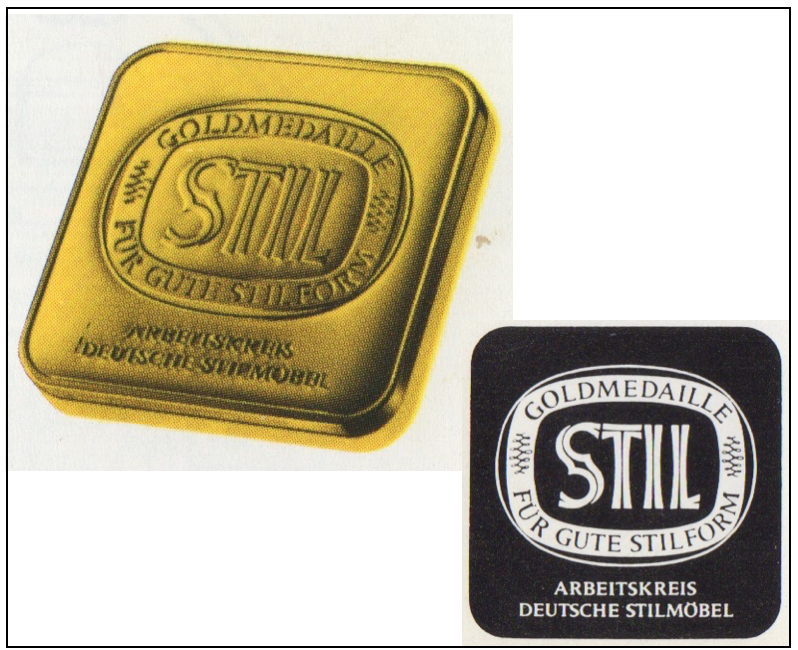
Markenzeichen „Arbeitskreis Deutsche Stilmöbel“, 1958–1990

Nach dem Zweiten Weltkrieg entwickelte fast jeder Betrieb der westdeutschen Möbelindustrie zunächst seine Vorkriegsprogramme weiter, die im Möbelhandel bereits eingeführt waren.

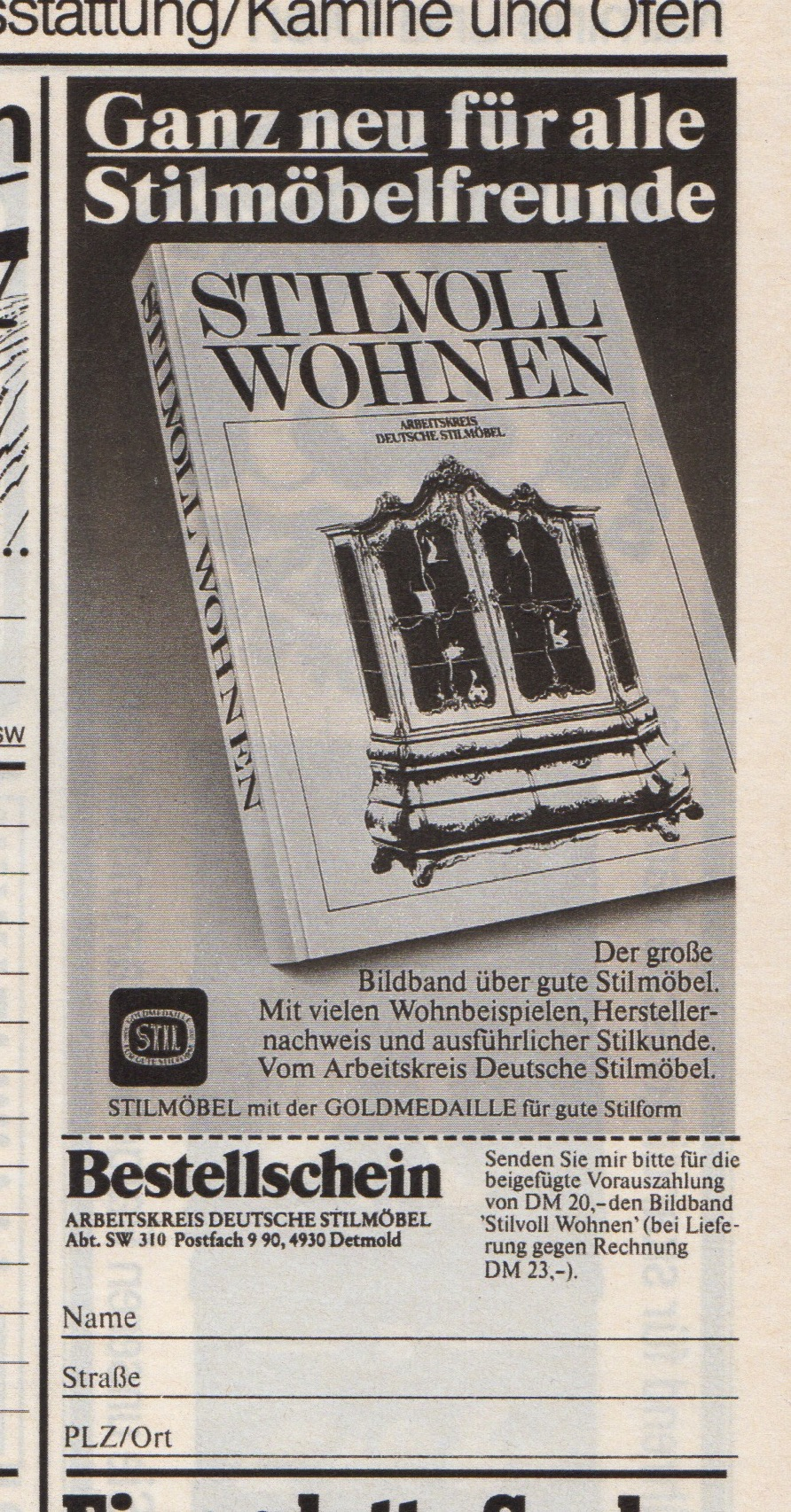
Anzeige „Arbeitskreis Deutsche Stilmöbel“ in Schöner Wohnen, 1983

Mit der Konsolidierung der industriellen Möbelproduktion Mitte der 50er Jahre machte sich eine zunehmende Konkurrenz in verschiedenen Sparten der Möbelindustrie bemerkbar. Im Bereich „Stil“ wurde die verstärkte Werbung für das zeitgemäße „moderne Möbel“ – ebenso wie die vermehrte Kritik von Kulturschaffenden und Meinungsmachern an der Vorliebe der Deutschen zu Stilmöbeln – als störend empfunden. Wohnzeitschriften wie Architektur und kultiviertes Wohnen, Schöner Wohnen und Zuhause veröffentlichten Artikel wie „Streit um das Stilmöbel“, „Warum wir noch Stilmöbel herstellen und warum Stilmöbel gekauft werden“ oder „Neue Möbel im alten Stil“.
Um dieser Entwicklung entgegenzuwirken, fanden sich im Herbst 1958 unter der Initiative der Bartels-Werke GmbH, Langenberg, sieben Stilmöbel-Fabrikanten zusammen und gründeten den „Arbeitskreis Deutsche Stilmöbel“ (ADS). Die Satzung beschreibt den Zweck:
- überlieferte Stilformen zu pflegen und zu kultivieren, um sie im Möbelbau und der Innenausstattung für heutige Wohnbelange nutzbar zu machen;
- beim Verbraucher und beim Fachhandel für gute Stilmöbel zu werben, das Interesse für gute Stilmöbel zu wecken und auf die Dauer wachzuhalten.[37]

Im Jahre 1963 waren es bereits sechzehn, und im Jahre 1970 zweiundzwanzig namhafte Stilmöbel-Hersteller, die Gemeinschaftswerbung betrieben.

Die Mitglieder verstanden sich als ein Kreis von Stilmöbel-Herstellern, die den anspruchsvollen Kundenkreis der Stil-Einrichtungshäuser und Stilmöbel-Abteilungen in neu gegründeten Möbelhäusern bedienten; auch boten sie sich als kompetente Partner im Objektbereich für repräsentative öffentliche und geschäftliche Einrichtungen – etwa Hotels und Gaststätten – an. Es waren mittelständische Unternehmen mit bis zu 500 Mitarbeitern, die entweder Komplett-Stilmöbel-Programme mit allen Möbeltypen für eine Wohnungseinrichtung entwickelt hatten, oder sie waren spezialisiert auf Wohnmöbel, Schlafzimmer, Tische, Stühle oder Polstermöbel und bildeten Vertriebsgemeinschaften bei stilistischer Abstimmung der Modelle für den Verkauf, z. B. Quadriga-Stilmöbel (Georg Pollmann, Warburg – Franz Finkeldei, Steinheim – Ludwig Finkeldei, Nieheim – W. Wente & Söhne, Eimbeckhausen). 

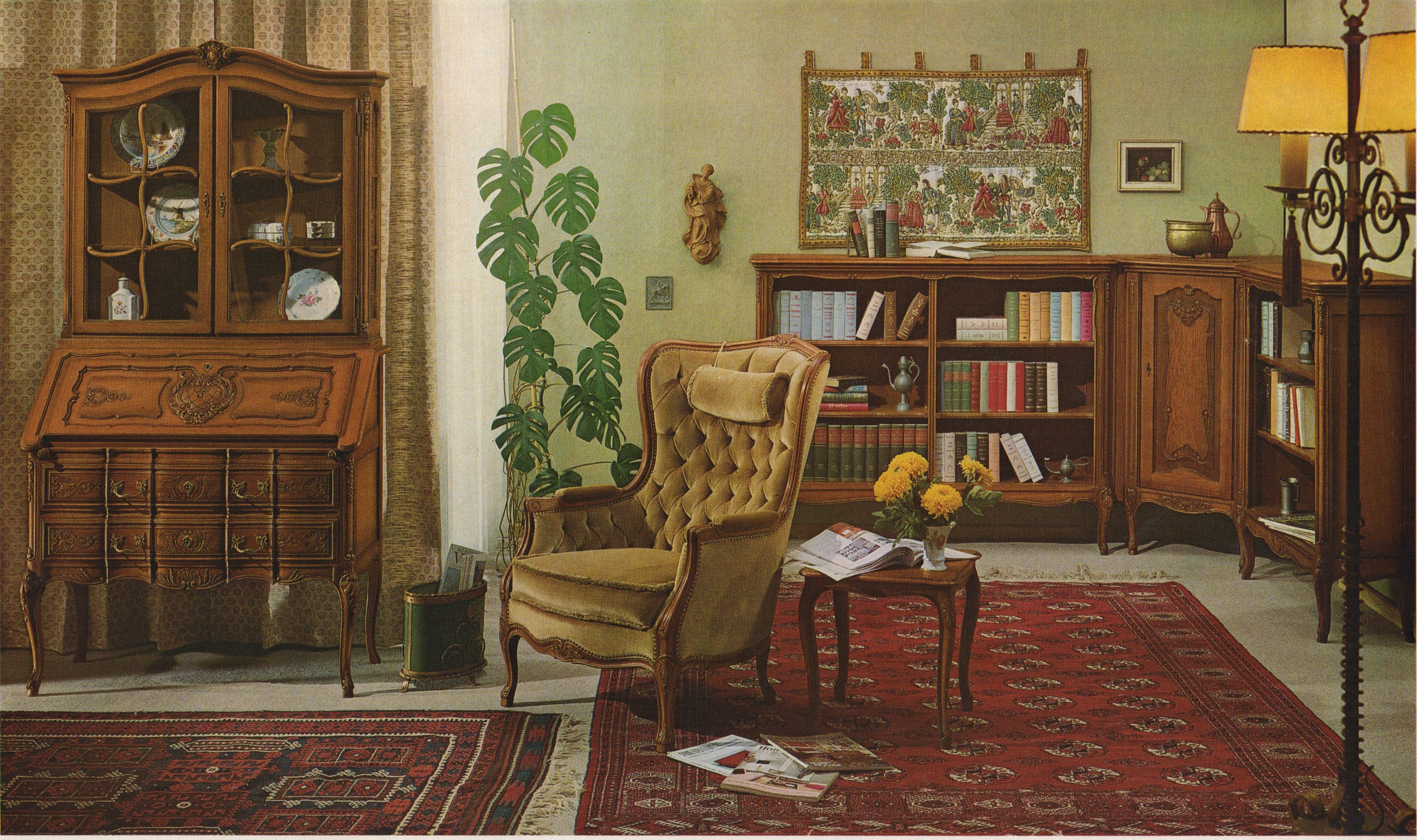
Wohnraumecke Aachen-Lütticher Barock, 1965

Einige Komplett-Programme, die sich seit den 1930er Jahren etabliert hatten, wurden innerhalb des Arbeitskreises Deutsche Stilmöbel als repräsentativ für qualitativ hochwertige Stilmöbel betrachtet; so beispielsweise die Spilker-Stilmöbel in Aachen-Lütticher Barock, die der Bildhauer und Möbeldesigner Anton Spilker in Steinheim für seine Firma entworfen hatte. Die Ornamentik der zum zeitgemäßen Gebrauch angepassten Stilmöbel war den Reliefschnitzereien der regionalen Barock-Variante des 18. Jahrhunderts nachempfunden.

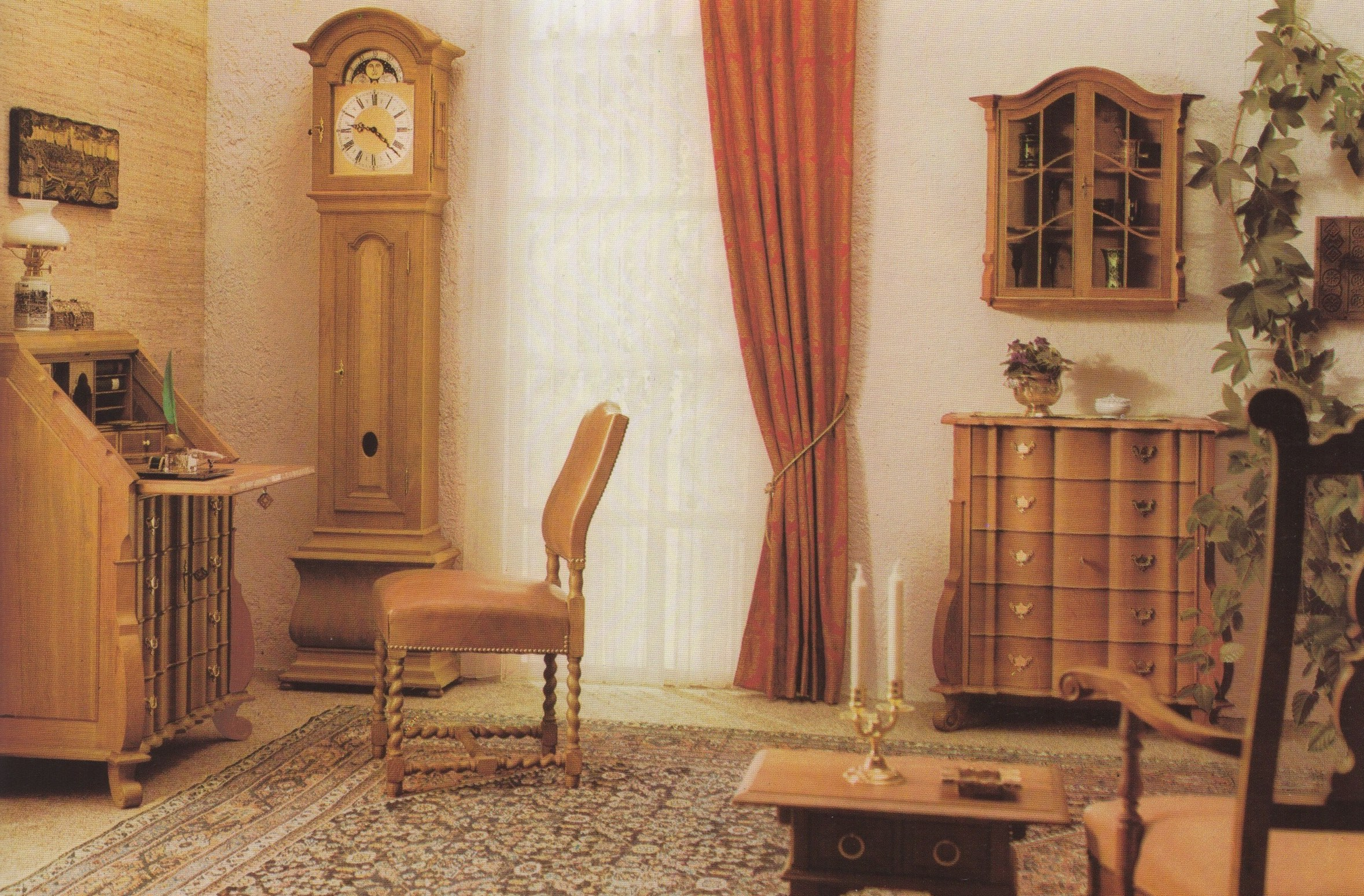
Wohnzimmer Holländisch Barock, 1981

Das Busch-Stilmöbel-Werk in Kastorf, hatte sich unter dem Tischlermeister Hans Busch auf die Verarbeitung der urwüchsigen Eiche spezialisiert. Seine Stilmöbel in Holländisch Barock waren in allen Teilen – selbst Rückwänden und geschwungenen Kranzböden – aus massivem Material, das artgerecht geräuchert und gewachst wurde.
Das Markenzeichen „STIL“ [Goldmedaille für gute Stilform] wurde als Gütezeichen für gute Stilform und hervorragende Qualität auf allen Werbemitteln der Mitgliedsfirmen verwendet, auch erhielt jedes auszuliefernde Möbel das entsprechende Etikett. In den Wohnzeitschriften und Fachorganen wurden regelmäßig Anzeigen geschaltet, die den Interessenten Broschüren mit Einrichtungsbeispielen, Herstellernachweis und ausführlicher Stilkunde anboten. Mit Erfolg verkaufte der Arbeitskreis in den drei Jahrzehnten seiner Tätigkeit unzählige Bildbände, die in jedem Jahr neu aufgelegt wurden. Die Stilmöbel-Käufer, die sich schon informiert hatten, kamen mit Vorentscheidungen zum Stilmöbel-Fachgeschäft – ein klarer Vorteil für die Programme der Mitgliedsfirmen gegenüber anderen Stilmöbelangeboten.
Eine Branchenbild-Untersuchung für die Internationale Möbelmesse Köln legt die Größenordnung dar: „Schon im Jahre 1970 wurden allein von den Mitgliedsfirmen des Arbeitskreises Deutsche Stilmöbel ein Umsatz von 150 Millionen DM erzielt.“ Dieser Aussage folgt ein weiterer Überblick: „Der Gesamtumsatz aller deutschen Stilmöbelhersteller wurde im gleichen Jahr auf etwa eine halbe Milliarde DM geschätzt.“ Hier wird der Begriff „Rustikale Welle“ verwendet, der neben rustikalem Mobiliar Stilmöbel aller Preisklassen, Genres und Stilepochen umfasst.

### Nachlassen der Bedeutung von Stilmöbeln

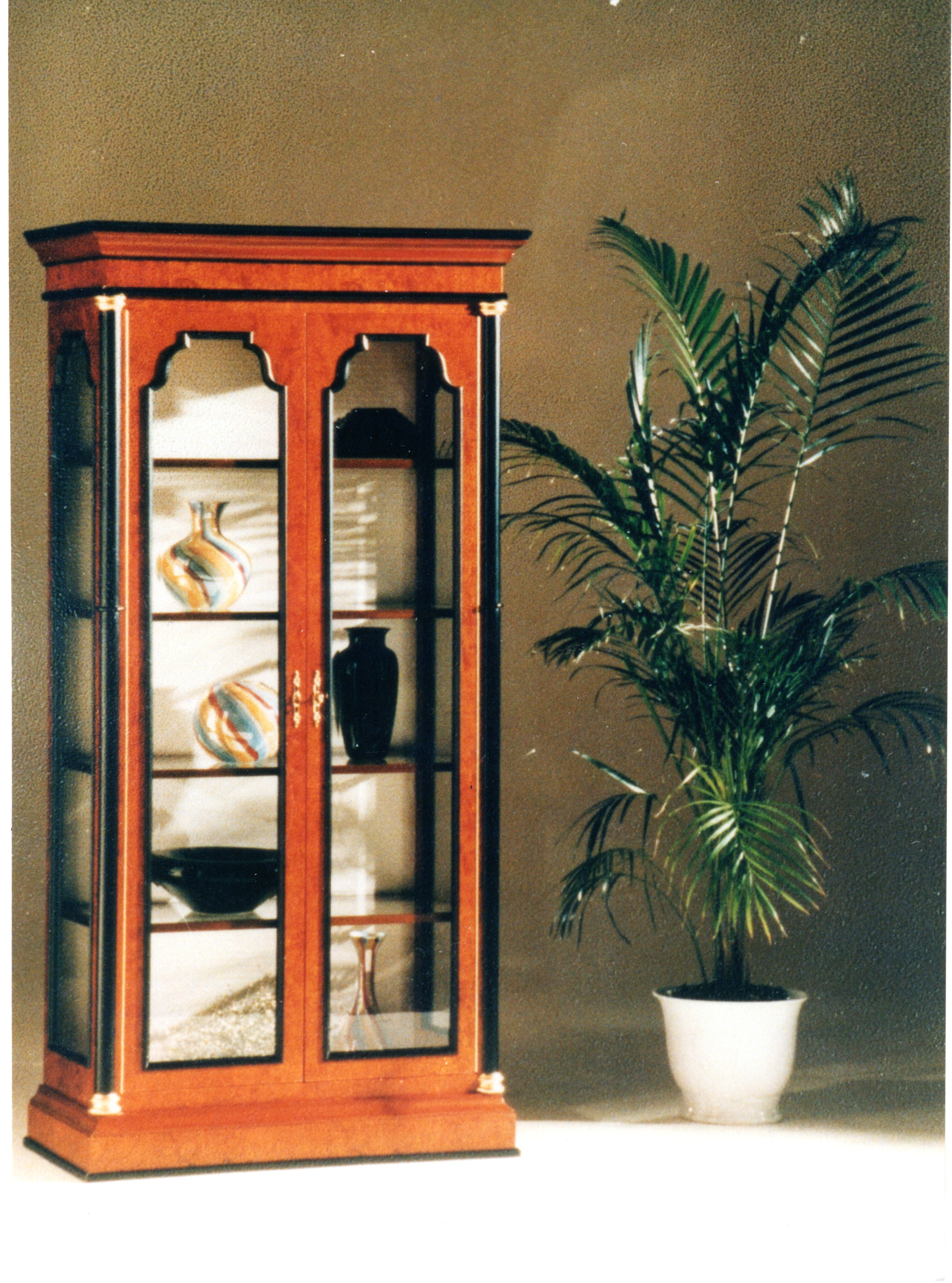
Vitrine Directoire-Stil, 1980

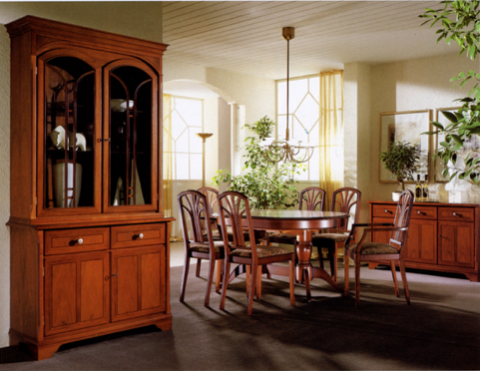
Wohnzimmer Jugendstil, 1980

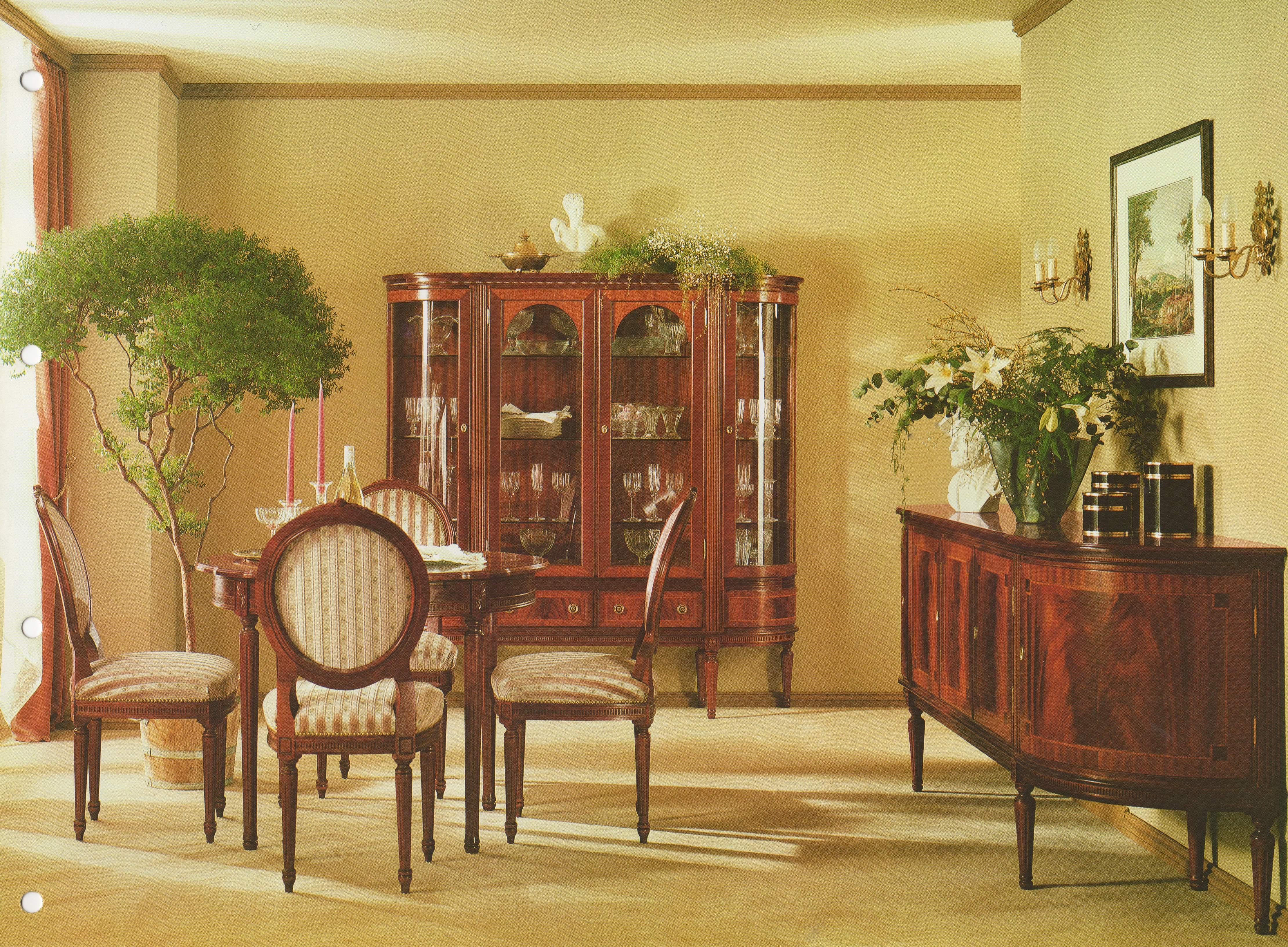
Speisezimmer Louis XVI, 1980

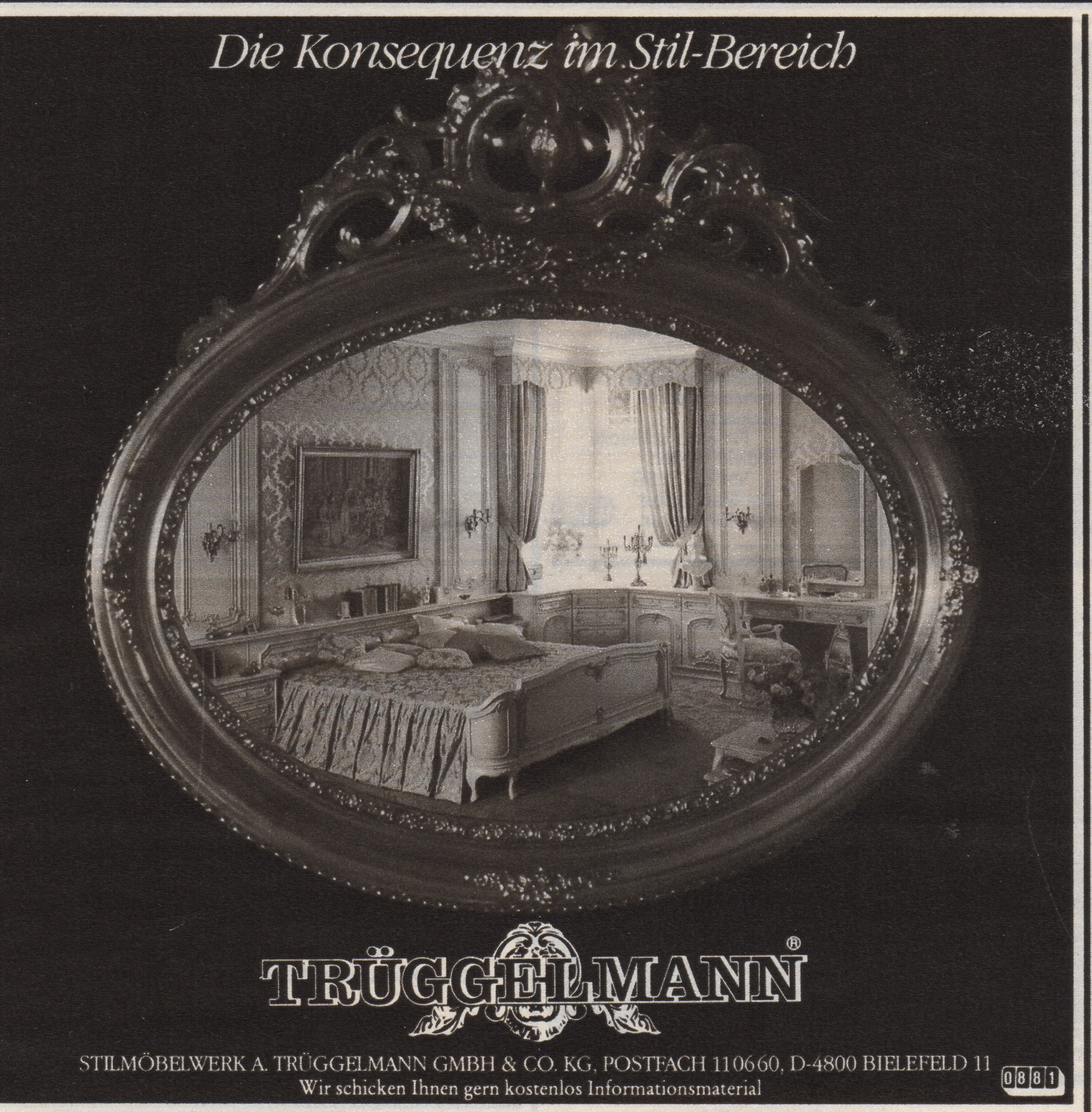
Schlafraum-Ambiente Rokoko, 1983 / Anzeige in Schöner Wohnen 10/1983

Nachdem die Möbelwirtschaft in der Nachkriegszeit eine fast 25-jährige ununterbrochene Aufwärtsentwicklung erfahren hatte, kündigte sich seit Beginn der 1970er Jahre eine Stagnationsphase an. Die meisten Möbelwerke hatten die Betriebskapazitäten bedeutend erweitert; diese konnten nicht mehr ausgelastet werden, nachdem der kriegsbedingte „Nachholbedarf“ bei den langlebigen Produkten der Einrichtungsindustrie zum „Ersatzbedarf“ geworden war. Die gesamte Branche – einschließlich der Stilmöbel-Industrie – hatte mit der Absatzkrise zu kämpfen.
Die umfangreichen Werbemaßnahmen des Arbeitskreises Deutsche Stilmöbel hatten zwar die allgemeine Wertschätzung von Stilmöbeln gefördert und den Mitgliedern Umsatzvorteile verschafft, konnten jedoch gegen den grundlegenden negativen Trend der Einrichtungsbranche nichts ausrichten.
Die Lage wurde durch die stark steigenden Lohnkosten in den 1970er und 80er Jahren zusätzlich erschwert. Ein Konjunkturbericht des Fachorgans Möbelmarkt für die deutsche Möbelindustrie stellte beispielsweise fest, dass 1974 dem durchschnittlichen nominalen Wachstum von rund 2 % mittlere Preiserhöhungen von 10 % gegenüberständen, so dass real eine spürbare Schrumpfung stattgefunden habe. Ähnlich negative Berichte erschienen nun laufend, und jedes Unternehmen bemühte sich um eine ihm gemäße Lösung.
Einige Möbelwerke haben sich neben verstärkten Spar- und Rationalisierungsmaßnahmen durch konsequente Marktorientierung mit ihrer eigenen Marke im modernen Bereich oder namenloser Massenware behaupten können. Vor allem haben manche große Unternehmen durch Verlagerung der Fertigung in Billigländer und Erschließung neuer Absatzgebiete im Ausland überlebt.
Stilmöbel erfuhren spätestens ab Ende der 1970er Jahre eine gesteigerte Rezession. Firmenzusammenbrüche nahmen laufend zu. Die lohnabhängigen Kosten bei den reich gestalteten Möbeln waren grundsätzlich wegen der größeren handwerklichen und maschinellen Arbeitsanteile höher. Aus den steigenden Löhnen resultierten daher überproportionale Preisanhebungen.
Es setzte ein Bemühen ein, mit Hilfe von Betriebsberatern und Möbeldesignern neue Stilmöbel-Programme zu entwickeln, um die Käuferschicht zu mobilisieren. Neue Modelle entstanden in kürzester Zeit als Prototypen. Man wagte sich an bisher wenig erprobte Spielarten von internationalen Kunststilen wie Régence, Empire und Directoire. Doch es hatte ein genereller Geschmackswandel eingesetzt; die junge Generation interessierte sich nicht mehr für das Stilmöbel.
Bis 1990 waren fast alle namhaften deutschen Stilmöbelfabriken vom Möbelmarkt verschwunden – darunter angesehene Familienbetriebe, deren Entstehung bis in die Gründerjahre des 19. Jahrhunderts zurückreichte. Auch der Arbeitskreis Deutsche Stilmöbel hatte sich aufgelöst. Hinzu kamen generell veränderte Konsumgewohnheiten, wonach Möbel (wie andere Produkte auch) häufig nicht mehr für ein ganzes Leben angeschafft, sondern bei sich ändernder Mode auch ausgewechselt werden; der wegen  ihrer aufwendigen Verarbeitung und der verhältnismäßig teuren Materialien hohe Preis der Stilmöbel wurde unter diesem Aspekt umso mehr zum Nachteil.
Als Ausnahme ist es beispielsweise dem in den 1930er Jahren gegründeten Möbelunternehmen Trüggelmann aus Bielefeld gelungen, neben der modernen Schlafraum-Linie das Stil-Design in Rokoko – Einzelmöbel und Komplettausbau in nuancierter Lackoberfläche – durch die Rezession zu führen. Durch Akquisition internationaler Projekt-Einrichter bedient die Firma Trüggelmann heute vorwiegend eine Abnehmerschaft im Ausland.
Immer wieder hat man in der Werbung für das Stilmöbel mit der Aussage überzeugt, dieses sei unbedingt zeitlos und von keiner Mode abhängig. In der realen Welt hat sich jedoch gezeigt, dass diese Äußerung relativiert werden musste. Dazu schrieb im Jahre 1936 der junge angehende Tischlermeister Bernward Spilker aus der Kunsttischlerei Anton Spilker, Steinheim, in seiner Abhandlung „Können historische Möbelstile im modernen Wohnraum Verwendung finden?“: „Das Stilmöbel ist immer ‚schön‘, denn es kann nicht ‚veralten‘ - das sagt man so, und man sagt es immer in Zeiten gestalterischer und geschmacklicher Unsicherheit. Aber es ist einfach nicht wahr. Vielmehr gibt man sich einer wohltätigen Illusion hin, wenn man glaubt, daß Stilmöbel als ‚zeitlos‘ von einer geschmacklichen Inflation nicht betroffen werden.“
Auf dem Antiquitätenmarkt ist die Nachfrage nach Stilmöbeln derzeit ebenfalls nur gering. Zwar werden für besonders hochwertige Stücke bekannter Hersteller durchaus auch einmal höhere Preise gezahlt, in den meisten Fällen bewegt sich der Handelswert eines Stilmöbels jedoch im unteren Bereich des derzeit ohnehin stark gesunkenen Preisspektrums. Stücke aus der neueren Produktion, etwa der letzten 40 Jahre, sind auf dem Gebrauchtwarenmarkt nahezu unverkäuflich.